# 가자 지구 기근

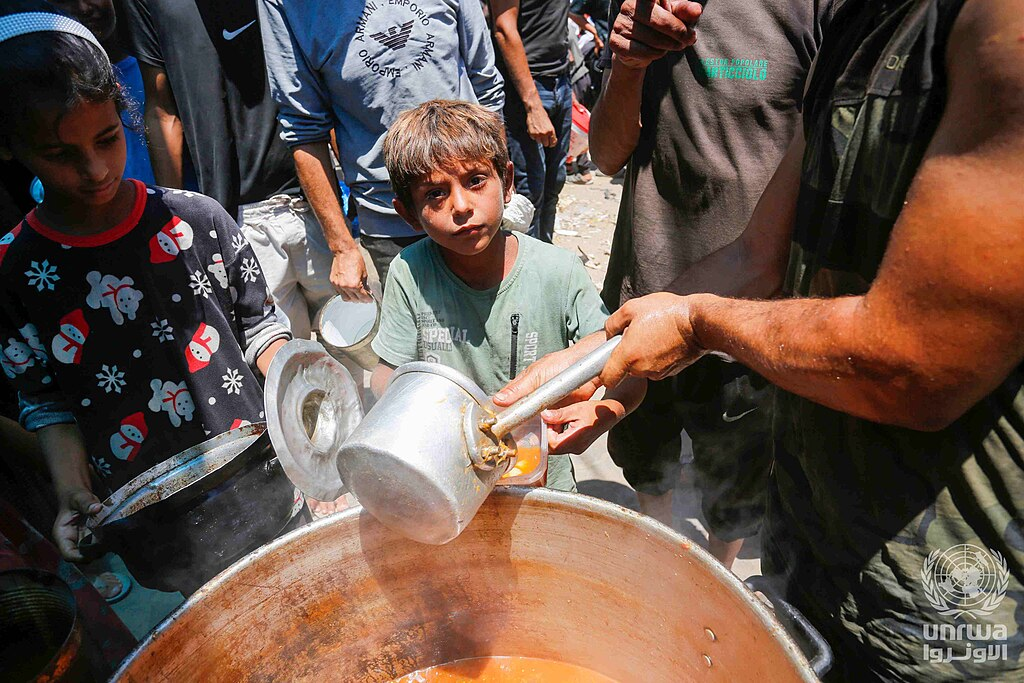
데이르알발라, 가자 지구에서 자선 단체로부터 식량을 받기 위해 모인 팔레스타인 실향민들(2024년 6월).

가자 지구 주민들은 이스라엘-하마스 전쟁 중 이스라엘의 공습과 기본적인 필수품 및 인도주의적 지원이 가자 지구로 들어오는 것을 막는 이스라엘의 봉쇄로 인해 기근의 위험에 처해 있다. 공습은 제과점, 방앗간, 식량 저장고와 같은 식량 기반 시설을 파괴했으며, 봉쇄로 인해 원조 필수품이 광범위하게 부족하다. 2024년 7월 기준으로 유엔 전문가 그룹에 따르면 이스라엘의 "표적 기아 캠페인"이 가자 지구 전역으로 확산되어 어린이들이 사망하고 있다고 한다. 같은 달, 북부 가자 지구에서 발견된 아동 영양실조 사례는 2024년 5월에 비해 300% 증가했다.
2024년 6월 30일, IPC 세계 기근 검토 위원회는 가자 지구에서 기근이 발생하고 있다는 증거가 없지만, 전쟁이 계속되는 한 기근의 위험이 높을 것이며 안주하지 말라고 경고했다. 이스라엘은 이스라엘 공중 보건 부문의 학자들을 인용하여 IPC의 과거 방법론에 이의를 제기했다. 2024년 9월, 국제난민기구는 5월 이후 식량 상황이 "심각하게 악화되었다"고 경고하며 "기근 상황이 다시 악화될 심각한 위험이 남아 있다"고 언급했다. 세계 식량 계획(WFP)은 2024년 10월에 100만 명이 굶어 죽을 위험에 처해 있다고 경고했다. 2025년 7월 기준으로 인구의 100%가 "높은 수준의 심각한 식량 불안정"을 겪고 있으며, 약 20%는 재앙적 수준을 겪고 있다고 예상된다.
유엔 인권최고대표 폴커 튀르크는 이스라엘의 원조 진입 제한이 기아를 전쟁 무기로 사용하는 것에 해당할 수 있으며, 이는 전쟁범죄가 될 수 있다고 언급했다. 독립 국제 조사 위원회도 이스라엘이 기아를 전쟁 방법으로 사용하고 있다는 것을 발견했다. 4월과 5월에 USAID와 미 국무부 인구·난민·이주국은 이스라엘이 가자 지구로 식량 원조가 들어오는 것을 막고 있다고 판단했다. 이러한 발견은 블링컨 국무장관과 바이든 행정부에 의해 거부되었다. 이스라엘 정부는 기아를 전쟁 무기로 사용하고 있다는 것을 부인했으며 집단살해죄의 방지와 처벌에 관한 협약을 위반하지 않았다고 말했다. 가자 지구로 원조를 허용하는 이스라엘 기관인 COGAT는 이스라엘이 가자 지구로 들어오는 원조량에 제한을 두지 않고 있다고 언급했다. COGAT의 주장은 유럽 연합, 유엔, 옥스팜, 영국 등 여러 단체로부터 이의가 제기되었다. 2025년 3월부터 이스라엘은 봉쇄를 공식화했으며, 현 국방부 장관 이스라엘 카츠는 "가자 지구에는 인도주의적 지원이 들어가지 않을 것"이라고 선언했다. 이스라엘은 "하마스가 보급품을 비축하고 점점 절박해지는 민간인들에게서 이를 숨겼다"고 주장했지만, 2024년 2월 기준으로 미국은 이 주장을 뒷받침하는 증거를 받지 못했다. 무장 갱단이 원조를 훔쳤다는 보고가 있었고, 원조를 훔친 사람들 중 일부는 이스라엘에 의해 무장되었다.
2024년 11월 21일, 국제형사재판소는 체포영장을 발부했다 베냐민 네타냐후 이스라엘 총리와 요아브 갈란트 전 국방부 장관에 대해 "기아를 전쟁 방법으로 사용하는 전쟁 범죄"에 대한 형사적 책임이 있다는 "합리적인 근거"가 있다고 밝혔다. 미국은 체포영장 발부에 대한 ICC의 결정에 "근본적으로 거부"했다. 유엔 특별 위원회, 국제앰네스티, 기타 전문가 및 인권 단체에 따르면 이스라엘은 진행 중인 침공 및 가자 지구 폭격 기간 동안 팔레스타인인에 대한 집단 학살을 저질렀다.
틀:가자 봉쇄

## 가자 전쟁 이전
"철저하게 계획된 빈곤화"가 가자 지구에 대한 이스라엘의 장기 정책이었다는 주장이 제기되었다. 가자 경제 전문가인 사라 로이에 따르면,
가자 지구의 현재 훼손은 시간이 지남에 따라 점점 더 폭력적인 형태를 띠게 된 과정의 가장 최근 단계이다. 1967년에 가자 지구를 점령한 지 56년 동안, 이스라엘은 가자 지구를 이스라엘 및 서안 지구와 정치적, 경제적으로 통합된 영토에서 고립된 지역으로, 기능적 경제에서 기능 부전 경제로, 생산적인 사회에서 빈곤한 사회로 변화시켰다. 또한 가자 지구 주민들을 정치적 영역에서 제거하여, 민족주의적 주장을 가진 민족에서 대다수가 생존을 위해 어떤 형태의 인도주의적 지원을 필요로 하는 인구로 변화시켰다.
2000년대 초반, 가자 지구는 경제 및 농업 부문에 심각한 영향을 미친 긴장 고조를 겪었다. 이 시기에 비교적 적은 수의 이스라엘 정착민들이 가자 지구에 살았지만, 그들은 영토의 귀중한 자원 중 상당 부분을 통제했다. 정착민들은 가자 지구의 경작 가능한 토지의 40%와 상당량의 수자원을 포함하여 지구의 약 25%에 접근할 수 있었으며, 이는 팔레스타인 인구의 토지 및 물 가용성을 제한했다. 2005년 이스라엘이 정착촌을 철수한 후, 2006년 팔레스타인 선거가 실시되었고, 하마스가 승리했다. 선거 결과에 대한 대응으로 이스라엘은 집권당과 가자 지구를 "적대적 개체"로 지정하고 경제 제재와 제한을 포함한 봉쇄를 시행했다. 봉쇄의 일환으로 이스라엘은 가자 지구로의 조리용 연료 및 가스 수입에 제한을 가했다. 제한 목록은 이스라엘의 안보를 위협하는 군사적 용도로 사용될 수 있는 품목인 '이중 용도' 물품으로 이스라엘이 정의하는 것을 기반으로 생성되었다. 이러한 조치들은 국제적으로 논란이 되고 있으며 가자 지구의 경제 및 생활 조건을 악화시킨다는 비판을 받고 있다.
봉쇄 이전, 가자 지구의 인구는 160만 명이었고, 매일 400대의 트럭이 물품을 운송했다. 새로운 정책 하에 이스라엘 NGO인 기샤에 따르면 이스라엘은 106대의 트럭만 물품 운송을 허용했다. 다음 수십 년 동안 가자 지구에 진입할 수 있는 인도주의 트럭의 수는 정치 상황, 안보 문제, 이스라엘과 팔레스타인 당국 간의 합의, 국제기구의 개입 등 여러 요인에 따라 달라졌다. 가자 지구로 어떤 물품이든 수입 허가를 받기 위해서는 필수적이라는 증명을 제출해야 했으며, 이는 종종 인도주의적 지원 공급에 지연과 합병증을 유발했다. 베냐민 네타냐후의 두 번째 총리 재임 기간 동안 이스라엘은 산발적으로 더 많은 인도주의적 지원을 허용했지만, 하마스 및 팔레스타인 이슬람 지하드와의 분쟁 중에는 이를 강화했다. 봉쇄는 가자 지구에 대한 사실상의 통제를 확보하기 위해 유지되었으며, 이스라엘의 재점령을 막기 위한 제한적인 경제 지원과 인도주의적 지원이 함께 이루어졌다.
가자 지구에서 영양실조를 피하기 위한 최소 열량 요구량을 정밀하게 계산했으며, 이는 2007년부터 2010년까지 식량 공급을 위한 트럭 수를 이스라엘이 결정하는 근거가 되었다. 당시 이스라엘 총리 에후드 올메르트의 고문이었던 도브 와이스글라스는 "우리는 그들을 훨씬 더 마르게 만들어야 하지만, 죽을 정도는 아니다"라고 설명했으며, 이는 "팔레스타인인들을 다이어트하게 하지만, 굶어 죽게는 하지 않는다"는 생각이었다. 이 계산에는 봉쇄로 인한 농업 붕괴와 같은 요인은 제외되었는데, 이는 씨앗 시장에 대한 접근을 막았다.
이후 위키리크스가 공개한 외교 전문에 따르면, 이스라엘은 2008년에 인도주의적 위기를 막기 위한 조치를 취할 것이지만, 가자 지구 경제를 "붕괴 직전" 상태로 유지할 의도라고 미국에 통보했다. 가자 주민들은 봉쇄로 인해 극심한 빈곤에 시달렸다. 2020년, 개발 연구소(IDS)의 스티븐 데버루가 작성한 보고서에 따르면 "가자 주민의 절반 이상이 빈곤선 아래에서 생존했고, 3분의 2는 식량 불안정에 시달렸으며, 4분의 3은 현금 또는 식량 형태로 국제 원조를 받았다."
골드스톤 보고서는 2008-2009년 가자 전쟁 동안 이스라엘의 침공이 가자 지구 농업 부문에 고의적이고 대규모적인 파괴를 야기했음을 발견했다. 이스라엘은 또한 가자 지구의 가장 경작 가능한 토지의 30%를 출입 금지 구역으로 선포했다. 2012년 이후, 적십자는 가자 지구 농부들이 이스라엘 요새화된 국경 울타리에서 각각 300m에서 1km 떨어진 지역에서 다양한 높이의 작물을 재배할 수 있도록 허용하는 협정을 체결했다. 그럼에도 불구하고 재배자들과 그들의 기본적인 관개 장비는 종종 저격과 자동 기관총 사격에 노출되었으며, 정전선 주변의 작물은 경고 없이 몬산토의 라운드업 제초제에 의해 살포되었다. 마찬가지로 이스라엘은 가자 지구 해역에서의 어업에 심각한 제한을 가했다. 오슬로 협정에 따라 합의된 20해리는 일방적으로 9해리로 축소되었고, 어획 가능한 지역은 부표로 표시되었다. 2009년, 이스라엘은 이를 다시 3해리 한도로 줄여 가자 어업 수역의 85%가 이스라엘 군함에 의해 봉쇄되었다. 이스라엘 포함은 이 지역 내에서도 지역 어부들에게 발포한 것으로 보고되었다.
2023년 8월, 12,076대의 승인된 물품 트럭이 가자 지구에 진입했으며, 이는 이전 기간에 비해 영토에 허용된 물품의 양이 약간 개선되었음을 반영한다. 이러한 유입에도 불구하고, 2007년 이후 인구가 60% 증가하고 가자 주민의 필요성이 증가하는 것을 고려할 때 물품의 양은 여전히 불충분했다.
봉쇄의 인도주의적 영향은 반복되는 적대 행위로 인해 더욱 악화되며, 이는 높은 사상자율을 초래할 뿐만 아니라 이미 취약한 가자 지구의 기반 시설을 더욱 악화시킨다. 유엔과 다양한 인권 단체는 가자 지구 주민들의 고통을 완화하기 위해 봉쇄 해제와 인도주의적 접근 증대를 반복적으로 요구했다. 2023년의 상황은 이 지역이 2005년 이후 가장 많은 사망자 수를 기록했으며, 이는 가자 지구의 인도주의적 위기에 대한 포괄적이고 지속적인 해결책의 긴급한 필요성을 강조한다.

## 위기 시작

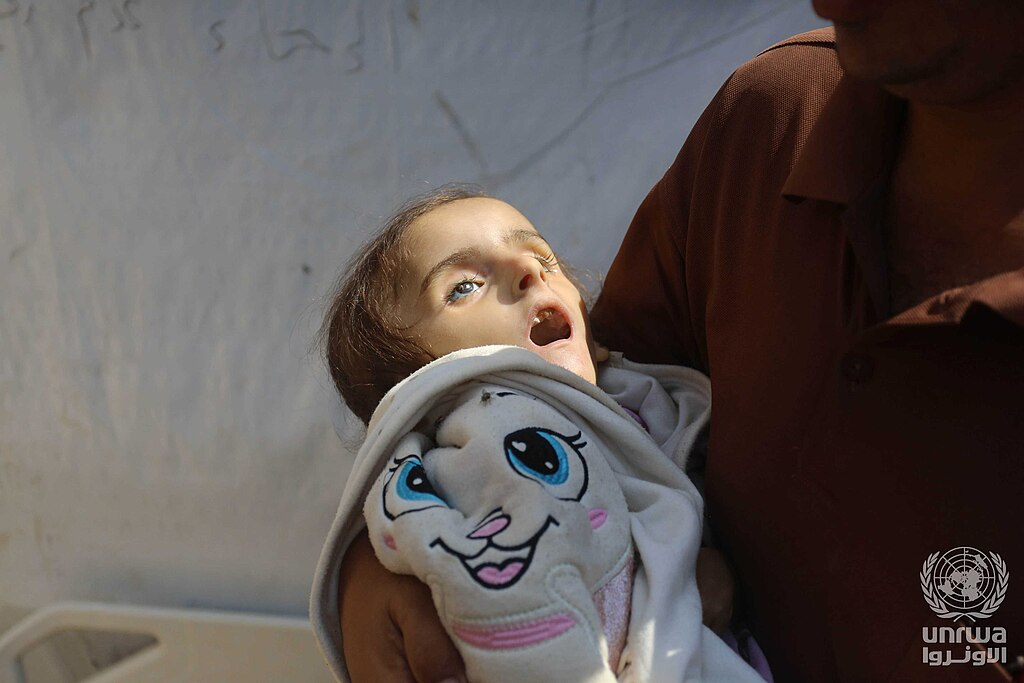
영양실조와 치료 부족으로 사망한 4세 팔레스타인 소녀(2024년 8월).

10월 7일 공격 이후, 이스라엘은 10월 9일에 가자 지구로의 식량과 물 반입을 차단한다고 발표했다. 가자 지구는 이미 대부분 식량 원조에 의존하고 있었기 때문에 즉각적인 여파가 느껴졌다. 10월 18일, WFP 대변인 알리아 자키는 가자 지구 주민들이 기아 위험에 처해 있다고 밝혔다. 사흘 뒤, 유엔은 식량 비축량이 거의 바닥났다는 성명을 발표했다. 10월 23일, 유엔 WFP 사무국장 신디 매케인은 사람들이 "말 그대로 굶어 죽어가고 있다"고 밝혔다.
10월 27일, WFP 대변인은 식량 및 기타 기본 물품이 바닥나고 있다고 밝혔다. 11월 3일, 유엔 관계자들은 가자 주민의 평균 식단이 하루 두 조각의 빵에 불과하다고 밝혔으며, 액션에이드는 50만 명 이상의 가자 주민이 굶어 죽을 위험에 처해 있다고 밝혔다. 11월 11일, WFP 중동 지역 책임자 코린 플라이셔는 사람들이 "기아에 더 가까워지고 있다"며 "매일 수백 명이 빵 배급을 받기 위해 제과점에서 몇 시간씩 줄을 서고 있다"고 밝혔다.

## 피해

### 기반 시설 피해
2023년과 2024년, 이스라엘의 공습은 제과점, 농경지, 식량 기반 시설을 표적으로 삼아 가자 지구의 식량 공급에 심각한 영향을 미쳤다. 이러한 피해는 광범위한 폐쇄와 부족을 초래하여 빵, 밀가루 및 기타 주식에 대한 접근을 제한했다. 유엔 식량권 특별 보고관 마이클 파크리는 이러한 행동이 가자 지구의 식량 시스템을 파괴함으로써 이스라엘이 벌이는 "기아 캠페인"에 해당한다고 밝혔다.
2023년 10월, 이스라엘의 공습은 가자 지구의 제과점과 농업 시설을 겨냥했다. 10월 18일, 공습으로 누세이라트 난민 캠프의 한 제과점이 파괴되어 4명의 제빵사가 사망했다. 이어진 공습으로 다른 제과점들이 피해를 입었으며, 10월 24일까지 많은 제과점들이 문을 닫았고, 영업 중인 제과점들은 긴 줄에 시달렸다. 10월 28일까지 가자 지구 제과점의 5분의 1이 파괴되었다. 11월 초, 이스라엘은 가자 시의 마지막 제과점 중 하나를 폭격했으며, 유엔 인도주의 업무 조정국은 가자 제과점의 절반 이상이 파괴되었다고 보고했다. 11월 중순까지 북부 가자 지구에서는 어떤 제과점도 운영되지 않았고, 마지막 제분소는 폭격당했다. 이스라엘의 공습은 어항, 창고, 농경지도 손상시켰으며, 12월 12일까지 농경지의 22%가 파괴되었다.
2024년 2월까지 유노샛은 농경지의 33%가 피해를 입었다고 보고했다. 6월에는 이스라엘 미사일이 데이르알발라의 두 제분소 중 하나를 강타했으며, WFP 창고도 손상되었다. 7월까지 연료 부족으로 제과점들이 문을 열 수 없었다. 10월에는 유노샛과 유엔식량농업기구가 가자 지구 농경지의 67.6%가 피해를 입어 가자 지구의 식량 생산에 심각한 영향을 미쳤다고 추정했다.

## 비상사태 및 기근 위협

### 타임라인

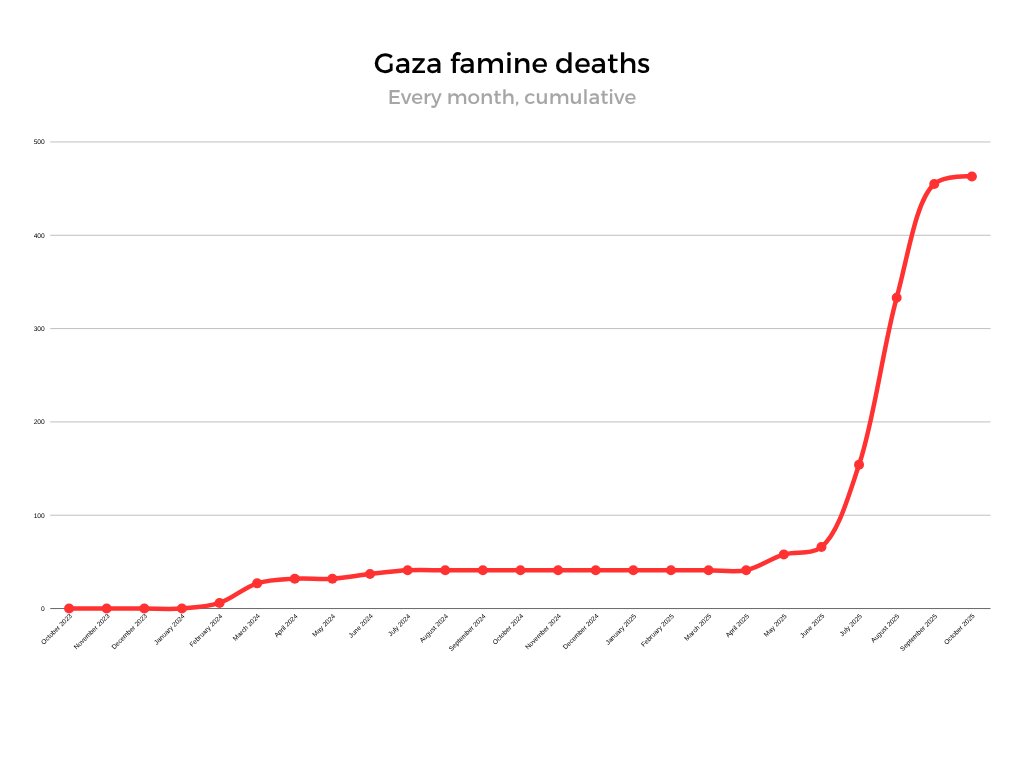
월별 기근 사망자 수

#### 2023년 11월 – 12월
신디 매케인은 11월 17일에 민간인들이 즉각적인 기아에 직면했다고 밝혔다. 10일 후, 매케인은 가자 지구가 기근의 위기에 처했다고 밝혔으며, 식량을 구걸하는 것이 "새로운 일상"이 되었다고 덧붙였다. 12월 1일, 독립 전문가 위원회를 기반으로 한 통합식량안보단계분류 보고서는 가자 지구 전체 인구(93%, 즉 208만 명)의 거의 전부가 IPC 3단계 이상(위기 또는 그 이상)에 해당하며, 79%는 비상(IPC 4단계)에 해당한다고 밝혔다. 그리고 15%(378,000명)는 재앙(IPC 5단계)에 해당했다.
12월 7일, WFP는 가구의 97%가 부적절한 식량 섭취를 하고 있으며, 남부 가자 지구의 83%는 "극단적인 소비 전략"을 통해 생존하고 있다고 밝혔다. 12월 10일까지 유엔, 국제 원조 단체 및 가자 지구 구호 단체들은 대규모 기아를 경고했다. 팔레스타인을 위한 의료 지원 단체 대표는 "기아 전쟁이 시작되었다"고 밝혔다. 12월 15일, 유엔은 10명 중 9명의 주민이 매일 식량을 섭취하지 못하고 있다고 추정했다.
12월 20일, 유엔은 가자 지구 주민들이 "가자 지구에서 전례 없는 경보 수준의 기아"를 겪고 있다고 밝혔다. 12월 21일, 유엔은 가자 지구의 50만 명 이상이 기아에 시달리고 있다고 밝혔다. 12월 22일, 유니세프는 가자 지구의 기근 위협이 점점 커지고 있다고 경고했다. 12월 29일, 머시 코프는 50만 명의 사람들이 "재앙적인 굶주림과 기아"에 직면해 있다고 밝혔다.
| 기간                        | 5단계: "재앙" 또는 "기근" | 5단계: "재앙" 또는 "기근" | 4단계: "긴급" | 4단계: "긴급" | 3단계: "위기" | 3단계: "위기" | 1단계 또는 2단계 | 1단계 또는 2단계 |
| 기간                        | 인구                      | %                         | 인구          | %             | 인구          | %             | 인구             | %                |
| --------------------------- | ------------------------- | ------------------------- | ------------- | ------------- | ------------- | ------------- | ---------------- | ---------------- |
| 2023년 11월 24일 — 12월 7일 | 377,283                   | 17%                       | 938,547       | 42%           | 765,990       | 34%           | 144,725          | 7%               |
| 2024년 2월 15일 — 3월 15일  | 676,636                   | 30%                       | 875,618       | 39%           | 577,963       | 26%           | 96,327           | 5%               |
| 2024년 5월 1일 — 6월 15일   | 342,719                   | 15%                       | 642,864       | 29%           | 1,148,301     | 51%           | 117,573          | 5%               |
| 2024년 9월 1일 — 10월 31일  | 132,987                   | 6%                        | 663,721       | 31%           | 1,044,353     | 49%           | 299,557          | 14%              |
| 2025년 4월 1일 — 5월 10일   | 244,000                   | 12%                       | 925,000       | 44%           | 775,000       | 37%           | 156,000          | 7%               |

#### 2024년 1월
2024년 1월 1일까지 가자 지구 팔레스타인인의 90%는 정기적으로 식량 없이 지냈다. IDF는 하마스가 인도주의적 지원을 훔쳤다고 주장했다. 인도주의적 지원을 구하는 사람들을 살해했으며, 자체 보급량을 유지하고 있다고 주장했다. 미국과 유엔 모두 하마스의 약탈이 원조 부족에 중요한 역할을 한다는 이스라엘의 주장을 부인했으며, 한 고위 미국 관리는 "이스라엘 정부는 하마스가 유엔 및 그 산하 기관을 통해 제공된 지원을 훔치거나 전용했다는 어떠한 구체적인 증거도 미국 정부에 제출하지 않았다. 끝."이라고 밝혔다.
2024년 1월 3일, WFP의 수석 이코노미스트인 아리프 후사인은 전 세계 기아 또는 재앙적인 굶주림을 겪는 모든 사람의 80%가 가자 지구에 있다고 밝히며 "내 인생에서 이렇게 심각한 것을 본 적이 없다"고 말했다. 식량 비축량이 "바닥나고" 가자 지구의 식량 가격이 상승했다.
유엔 인도주의 수장 마르틴 그리피츠는 2024년 1월 5일에 "사람들이 역사상 가장 높은 수준의 식량 불안정에 직면하고 있다"고 밝혔다. 인도주의적 위기와 국제법 전문가인 알렉스 드 발은 "생존에 필요한 구조물의 파괴와 봉쇄의 엄격함, 규모, 속도는 지난 75년간 인간이 만든 다른 어떤 기근 사례도 능가한다"고 밝혔다. 안토니우 구테흐스는 "기아의 긴 그림자가 가자 지구 주민들을 덮치고 있다"고 밝혔다.
2024년 1월 16일, 유엔 인도주의 업무 조정국은 가자 지구의 378,000명이 IPC 5단계, 즉 재앙적인 수준의 기아에 처해 있다고 보고했다. 가자 지구의 모든 220만 명이 심각한 식량 불안정에 직면하고 있다고 보고했으며, 이는 기록된 역사상 가장 높은 비율의 인구가 기아를 겪는 것이다. 2023년 12월 1일 통합식량안보단계분류(IPC) 기준으로 가자 지구의 기아 데이터를 취합한 기근 검토 위원회(FRC)는 2월 7일까지 전체 인구가 3단계에 도달하고 가자 주민의 25% 또는 50만 명이 5단계에 도달할 것으로 예측했다.
2024년 1월 21일, 가자 지구의 한 언론인은 사람들이 동물 사료로 밀가루를 만들고 있다고 보도했다. 2024년 1월 21일, 유엔은 가자 지구 전체에서 운영 중인 제과점이 15개에 불과하다고 보고했다. 2024년 1월 30일까지 CNN은 팔레스타인인들이 생존을 위해 풀을 먹고 있다고 보도했다. 1월 31일, 세계보건기구의 응급 국장은 "이 인구는 굶어 죽어가고 있다"고 밝혔다.

#### 2024년 2월 – 4월
2월 12일, 유엔식량농업기구는 "가자 지구의 전례 없는 수준의 심각한 식량 불안정, 기아, 그리고 기근과 유사한 상황"이 있다고 밝혔다. 이스라엘은 먹을 물고기를 잡으려던 데이르알발라 어부들을 공격했다. 2024년 2월 27일, WFP 부사무국장 칼 스카우는 유엔 안전 보장 이사회에 가자 지구 북부에서 조건이 바뀌지 않으면 50만 명 이상이 즉각적인 기근 위험에 처해 있다고 밝혔다.
2024년 2월 17일, 액션에이드는 "영토 내 모든 사람"이 극심한 굶주림에 직면해 있으며, 심지어 동물 사료도 바닥났다고 밝혔다. 3월까지 북부 가자 지구의 새 사료는 바닥났고 사람들은 가축 사료를 먹었다. 3월 3일, 가자 정부 언론 사무실은 "기근이 여전히 심화되고 있다"고 밝혔다. 2024년 3월, 식량권에 대한 유엔 특별보고관과 같은 전문가들은 가자 지구가 이미 기근을 겪고 있을 수 있다고 경고했으며, 국제난민기구의 제레미 코닌디크는 "대규모 기근 사망"이 곧 시작될 것이라고 밝혔다. 3월 7일, 유엔 인도주의 업무 조정국은 2024년 1월에 식량 인플레이션의 연간 상승률이 118%였으며, 소비자 물가지수는 거의 105% 상승했다고 밝혔다. 3월 역학적 예측은 2024년 8월까지 전염병을 포함한 가자 지구의 모든 원인으로 인한 사망자가 48,210명에서 193,180명에 이를 것으로 예상했다.
2024년 3월 13일, 이스라엘 대변인 다니엘 하가리는 그들이 원조로 "지역을 범람시키려 노력하고 있으며" "학습하고 개선하며 다양한 변화를 시도하고 있다"고 말했다. 3월 말, 안토니우 구테흐스는 "생명을 구하는 원조로 가자 지구를 진정으로 범람시킬" 때이며 기아가 "도덕적 분노"라고 말했다. 이스라엘 전략부 장관 론 데르머는 임박한 기근에 대한 보고서는 "완전한 거짓말이자 조작"이며 "이스라엘에 대한 명예 훼손"이라고 말했다. 4월, 요아브 갈란트는 이스라엘이 국경에 새로운 검문소를 만들 것이며 "우리는 가자 지구를 원조로 범람시킬 계획"이라고 발표했다. 필리프 라자리니는 4월 30일에 "시장에 더 많은 식량이 나와 있다"고 밝혔지만, 북부 가자 지구에는 "현금이 유통되지 않아" 식량에 접근할 수 없다고 덧붙였다. 그는 또한 4월에 가자 지구로 유입되는 물품이 증가했음을 인정했지만, "여전히 부정적인 추세를 뒤집기에는 턱없이 부족하다"고 경고했다.
2024년 4월 초, 적십자는 가자 지구의 220만 명이 비상 수준의 식량 불안정을 겪고 있다고 밝혔다.
2025년 4월 중순, 12명의 인도주의 단체 CEO들이 구호 시스템이 붕괴 위험에 처해 있다는 성명에 서명했다.
2024년 4월 30일, 니카라과 v. 독일 집단 학살 사건에 대한 판결에서 국제사법재판소는 가자 지구 상황에 대해 "특히 오랫동안 광범위하게 식량 및 기타 기본 필수품을 박탈당해 왔다"는 점을 들어 우려를 표명했다. 2024년 3월의 잠정 판결에서 국제사법재판소는 "법원은 가자 지구의 팔레스타인인들이 더 이상 기근의 위험에만 직면한 것이 아님을 관찰한다 (...) 기근이 시작되고 있다"고 밝혔다.

#### 2024년 5월 – 7월
2024년 5월, 세이브 더 칠드런의 인도주의 정책 및 옹호 책임자는 영양실조와 질병으로 인한 아동 사망자 28명은 "빙산의 일각일 가능성이 높다"고 밝혔는데, 이는 가자 지구 의료 시스템의 파괴 때문이라고 덧붙였다.
2024년 5월, WFP는 "가자 지구의 기근 위협이 그 어느 때보다 커졌다"고 보고했다. 유엔 인도주의 수장은 가자 지구의 식량이 바닥나고 인도주의 작전이 중단되면서 기근이 "즉각적이고 명백하며 현재의 위험"이라고 밝혔다. 가자 언론 사무실은 제과점의 98%가 문을 닫았다고 밝혔다. 2024년 6월, WFP와 유엔식량농업기구는 공동 성명에서 한 달 안에 100만 명 이상이 심각한 기아에 직면할 수 있다고 밝혔다. 같은 달, 세계보건기구는 가자 지구에서 영양 안정화 센터 두 곳만이 운영 중이라고 밝혔다.
기근 조기 경보 시스템 네트워크(FEWS NET)은 5월 말에 북부 가자 지구에서 기근이 발생할 수 있다고 보고했다. FRC는 불확실성과 FEWS NET 분석에 사용된 이질적인 증거를 들어 그들의 결과를 지지하지 않았다. 그들은 분석에 사용된 방법론에 대한 우려를 표명하고 더 많은 식량 공급을 언급하며 "급성 영양실조 감소도 가능할 수 있다"고 제안했다. IPC는 6월 평가에서 기근 위험이 감소하고 있음을 발견했지만, 기근 위험은 여전히 높다고 강조했다. FRC는 IPC의 발견을 지지하며, 이스라엘이 3월 이후 북부 가자 지구에 점점 더 많은 식량을 허용했다고 언급했다.
2024년 6월, WFP 총책임자 신디 매케인은 어린이와 성인들이 "뼈만 남은" 상태로 기아로 사망하고 있다고 밝혔다. 같은 달, FEWS NET은 "기근(IPC 5단계) 임계값이 명확히 도달했는지 초과되었는지 여부와 관계없이, 가자 지구 전역에서 기아 관련 원인으로 사망자가 발생하고 있다"고 밝혔다.

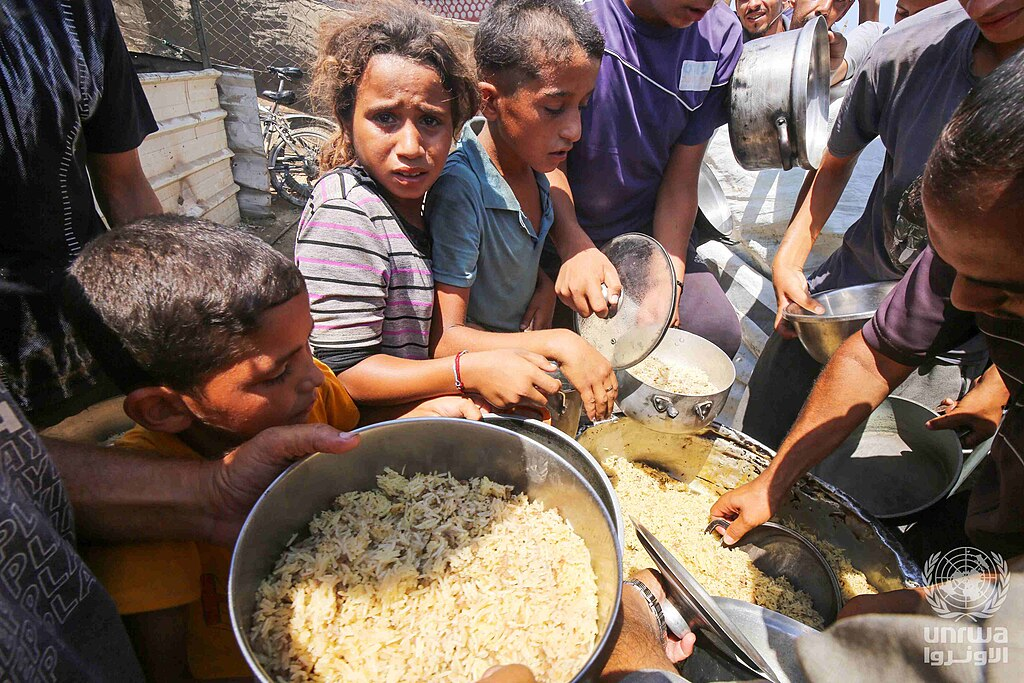
데이르알발라에서 자선 단체가 제공하는 식량을 받기 위해 줄을 선 팔레스타인 실향민들(2024년 8월).

6월 말, 유출된 유엔 문서에 따르면 가자 지구 인구의 95%가 식량 불안정에 시달리고 있으며, 거의 50만 명은 기근에 가까운 굶주림에 직면하고 있다고 밝혔다. 이 보고서는 가자 지구 전역에서 기근이 여전히 가능하며, 그 위험은 분쟁 중 다른 어떤 시기만큼 "높다"고 밝혔다. 유엔은 5가구 중 1가구가 하루 종일 식량을 섭취하지 못했다고 밝혔다.
2024년 7월 9일, 유엔 전문가 그룹은 이스라엘의 "표적 기아 캠페인"이 가자 지구의 어린이 사망을 야기했으며, 기근이 북부에서 가자 지구 전체로 확산되었다고 성명을 발표했다. 이 성명은 최근 가자 지구에서 영양실조로 사망한 3명의 어린이 사망을 인용하며 "첫 어린이가 영양실조와 탈수로 사망하면 기근이 확고히 자리 잡았다는 것이 논란의 여지가 없어진다"고 밝혔다. 데버루에 따르면, IPC의 식량 불안정 지표에 따르면 2024년 상반기에는 가자 지구에 기근이 없었지만, 가자 지구의 상황은 "심화되는 식량 위기의 과정"으로 보는 다른 학술적 정의에 해당하며, FEWS NET과 WFP의 기근 선언과 일치한다. WHO는 영양실조가 질병에 대한 사람들의 취약성을 악화시키면서 사람들이 "악순환"에 갇혀 있다고 밝혔다.

#### 2024년 10월 – 12월
이스라엘은 10월에 봉쇄를 강화했으며, 가자 지구로의 원조 흐름에 정통한 사람들은 가자 지구로 유입되는 인도주의적 지원의 양이 지난 7개월 동안 가장 낮은 수준이었다고 밝혔다. WFP는 2024년 10월 11일에 그 달 동안 북부 가자 지구에 식량이 전혀 들어가지 않았으며, 100만 명이 기아에 직면해 있다고 밝혔다. 인권 단체인 기샤, 베첼렘, 인권 의사 및 예시 딘은 이것이 이스라엘이 북부 가자 지구를 굶주리게 하려는 장군의 계획을 시행하고 있다는 "경고 신호" 중 하나라고 경고했다. 유엔은 10월 17일에 북부 가자 지구 주민을 위한 식량이 불과 1주일 반 만에 바닥날 것이라고 경고했다. IPC는 업데이트된 보고서를 발표하여 가자 지구의 거의 모든 사람들이 높은 수준의 심각한 식량 불안정(3단계)에 직면하고 있으며, 133,000명이 재앙적인 식량 부족(5단계)에 직면하고 있다고 밝혔다. 월말까지 가자 지구로의 인도주의적 지원은 분쟁 시작 이후 가장 낮은 수준에 도달했다.
2024년 12월, OCHA는 2,205대의 구호 트럭만이 가자 지구에 진입했다고 주장했지만, 이스라엘은 5,000대가 진입했다고 말했다. 전쟁 전에는 한 달에 약 15,000대였다. OCHA는 가자 지구 인구의 91%가 "높은 수준의 심각한 식량 불안정"에 직면해 있다고 주장했다. 이스라엘은 도널드 트럼프의 당선 이후 더 많은 인도주의적 지원을 제한할지 여부를 그 달에 고려했다.

#### 2025년 3월 – 현재
2025년 3월 2일, 이스라엘은 가자 지구에 대한 모든 원조를 중단했다. 이 봉쇄로 인해 식량 가격이 최대 1,400%까지 상승했다. 월말까지 WFP의 지원을 받는 모든 제과점은 밀가루와 식용유가 바닥났다. 이 완전 봉쇄 기간(2025년 3월 2일~25일) 동안 최소 58명이 굶어 죽었다.
2025년 4월 25일, WFP는 가자 지구에서 따뜻한 식사를 준비하는 주방에 마지막 남은 물품을 전달했다고 발표했다. 이 식사들은 며칠 내에 소진될 것으로 예상되었다. 이 주방들은 지난 몇 주 동안 유일한 일관된 식량 지원원이었지만, 전체 인구의 절반에게만 일일 식량 요구량의 4분의 1을 제공했다. 2025년 4월 28일, 가자 언론 사무실은 가자 지구 어린이들 사이에서 65,000건 이상의 급성 영양실조 사례가 발생했다고 발표했다. 유엔 팔레스타인 난민 구호 사업 기구는 이러한 주장을 뒷받침하며 2025년 5월에 66,000명의 어린이들이 심각한 영양실조에 시달리고 있다고 밝혔다.
2025년 6월 초 유엔 보고서에 따르면, 가자 지구의 5세 미만 어린이 2,700명이 급성 영양실조를 겪고 있으며, 이는 3개월 전에 비해 3배 증가한 수치이다.
2025년 7월 중순, 가자 전쟁 중 최소 76명의 어린이와 10명의 성인이 영양실조로 사망한 것으로 보고되었다. 2025년 7월 23일, 가자 보건부는 지난 24시간 동안 10명이 기아로 사망했다고 보고했으며, 전날에는 24시간 동안 15명이 사망했다고 보고했다. 이로써 기아로 인한 총 사망자 수는 111명이 되었다. 2025년 7월 26일, 사망자 수는 122명으로 증가했다.
IPC는 7월 25일에 데이르알발라의 새로운 공세로 인한 추가 이주, 가자 인도주의 재단이 운영하는 구호 현장 근처의 대량 살해, 그리고 GHF가 배포하는 즉석식품 부족을 인용하며 가자 지구에서 "최악의 기근 시나리오"가 전개되고 있다고 보고했다.

### 남부 가자
2024년 1월 7일, 유엔 팔레스타인 난민 구호 사업 기구 부국장은 남부 가자 지구의 심각한 기아를 보고하며 "남부 가자 지구에서 무언가 폭발하기 전에 그들이 얼마나 더 견딜 수 있을지 모르겠다"고 밝혔다. 2월 11일, 라파 시장은 도시가 기근에 직면해 있으며 가용 물품은 인구의 10%에게만 충분하다고 밝혔다. 라파에서 식량을 구하기 위한 긴 줄이 보고되었다. 2월 15일, 유엔 인도주의 업무 조정국은 "라파에 심각한 영양실조를 겪는 어린이를 치료하기 위한 안정화 센터를 설립할 긴급한 필요가 있다"고 밝혔다. 유엔 인도주의 업무 조정국은 2월 17일에 라파 주민들이 "너무나 절박하여 식량을 받기 위해 원조 트럭을 막고 즉시 먹었다"고 밝혔다. 2월 19일, 이스라엘 포함은 라파 해안에서 물고기를 잡으려던 어부들에게 발포했다. 2월 25일, 한 73세 실향민 여성은 "이런 기아는 본 적이 없다... 우리에게 죽음은 현재의 삶보다 훨씬 낫다"고 말했다.
2024년 5월, 이스라엘은 라파에서 군사 작전을 개시하여 가자 지구의 주요 인도주의 지원 통과 지점 중 하나인 라파 국경검문소를 점령하고 폐쇄했다. 유엔 긴급 구호 조정관 마르틴 그리피츠는 "가자 지구의 민간인들이 굶주림과 죽음에 직면해 있으며, 우리는 그들을 도울 수 없다"고 밝혔다. 유엔 인도주의 업무 조정국은 평가 보고서에서 라파 국경 폐쇄와 이스라엘의 공격이 식량 및 영양 서비스에 "심각한 결과"를 초래할 것이라고 밝혔다. 유엔은 2024년 5월 21일 라파에서의 식량 배급을 중단했으며, 인도주의 작전이 붕괴 직전이며, "대량으로 식량이 공급되지 않으면 기근과 같은 상황이 확산될 것"이라고 밝혔다. 5월 30일, WFP는 식량 접근이 너무 제한적이어서 남부 가자 지구도 북부와 같은 재앙적인 굶주림 수준에 직면할 위험이 있다고 밝혔다. 2024년 6월, WFP는 남부 가자 지구에 비축된 식량이 바닥나기 시작했다고 밝혔다. 2024년 7월, WFP는 제한된 보급품으로 인해 중부 및 남부 가자 지구 가족에 대한 식량 배급을 줄여야 했다고 밝혔다. 2024년 9월, 유엔은 남부 및 중부 가자 지구의 100만 명 이상이 8월 한 달 동안 식량 배급을 받지 못했다고 경고했다.

### 북부 가자
- "재앙" (phase 5)
- "긴급" (phase 4)
- "위기" (phase 3)
- "긴장" (phase 2)

2024년 1월 13일, 가디언은 WFP가 북부 가자 지구의 10명 중 9명이 하루 한 끼도 제대로 먹지 못하고 있다고 밝혔다고 보도했다. 세계보건기구는 2024년 1월 25일에 북부 가자 지구의 식량 상황이 "정말 끔찍하며", 드물게 배달되는 원조는 눈이 움푹 들어간 채 눈에 띄게 굶주린 사람들에게 둘러싸여 있다고 밝혔다. 머시 코프의 팀원은 북부 가자 지구에서 두 대의 식량 지원 트럭 주변에 수천 명이 너무 심하게 밀집하여 두 명이 질식사하는 것을 목격했다고 보고했다. 알제리 자선 단체인 알 바라카의 구호 활동가는 북부 가자 지구가 기근 직전에 있으며, "이스라엘의 침략이 시작된 이후 이곳 주민들에게 구호품이 거의 전달되지 않았다"고 밝혔다.
2024년 2월 10일, 가자 언론 사무실은 "가자 지구 북부가 기근에서 회복될 때까지 매일 천 대의 트럭이 진입하도록 즉시 요구한다"고 밝혔다. 2월 15일, 알자지라는 북부 가자 지구 주민들이 며칠, 심지어 몇 주 동안 충분한 식량 없이 지내고 있다고 보도했다. 유엔식량농업기구는 북부 가자 지구에 식량을 배급하는 것이 "거의 접근 불가능"하여 여전히 어려운 일이라고 밝혔다. 생존을 위해 사람들은 동물 사료, 허브, 잡초, 풀을 먹었다. 유엔 인도주의 업무 조정국 대표는 "북부에는 약 30만 명이 있으며, 그들이 어떻게 살아남았는지 모르겠다"고 밝혔다. 2024년 2월 말, 북부 가자 지구의 곡물 제분소는 연료 부족으로 폐쇄되었다.
2024년 2월 20일, WFP는 북부 가자 지구로의 원조 전달을 중단하겠다고 밝혔다. 이 발표에 대해 가자 언론 사무실은 "75만 명에게 사형 선고"라고 밝혔다. 2월 24일, 유엔 팔레스타인 난민 구호 사업 기구는 북부 가자 지구에서의 인도주의적 서비스도 중단한다고 발표했다. 자발리아 난민 캠프의 가족들은 너무 배고파서 찌꺼기, 나뭇잎, 말까지 먹었다고 보고했다. 자발리아의 한 남성은 "물도 없고 밀가루도 없고 배고픔 때문에 너무 지쳤다"고 말했다. 알자지라는 2월 25일에 식량을 찾던 두 자매가 총에 맞아 이스라엘군이 사건의 책임이 있다고 주장했다. 가자 시의 수천 명의 사람들은 2월 25일에 밀가루 배달 가능성을 기다리고 있었다.
2024년 2월 27일, 가자 보건부는 "북부 가자 지구에서 일어나고 있는 것은 진정한 기근이다... 이 심화되는 기근은 세계의 눈앞에서 앞으로 며칠 안에 영양실조와 탈수로 수천 명의 시민을 죽일 수 있다"고 밝혔다. 자발리아 난민 캠프의 한 남성은 어린이들이 "굶주림으로 거리에서 죽고 기절하고 있다. 우리는 무엇을 할 수 있단 말인가?"라고 말했다. 2024년 3월 17일, 몇 달 만에 처음으로 13대의 구호 트럭이 자발리아와 가자 시에 아무런 사고 없이 도착했다. 2024년 3월 말, 통합식량안보단계분류는 북부 가자 지구를 가장 심각한 단계인 5단계로 분류했다. 유엔식량농업기구의 분석에 따르면 가자 지구의 농업 부문에 광범위한 파괴가 발생했으며, 젖소의 60%, 소의 70%, 염소와 양과 같은 소형 반추 동물의 60%가 사망했다.
2024년 3월 29일, 미 국무부는 북부 가자 지구의 기근이 "적어도 일부 지역에서는 분명히 존재할 가능성이 있다"고 밝혔다. 유엔 인도주의 업무 조정국 대변인은 사람들이 "기아로 인한 잔인한 죽음"에 직면해 있다고 밝혔다. 3월 말, 북부 가자 지구에서 야생 식물인 호비자(khobiza)의 성장기가 끝나가고 있었고, 언론인 모아스 알-카흘루트는 이는 "훨씬 더 끔찍한 기근으로 이어질 것"이라고 밝혔다. 유엔은 2024년 3월 원조 임무의 30%가 거부되었다고 밝혔다. 2024년 4월, 옥스팜은 북부 가자 지구 주민들이 하루 평균 245칼로리로 생존하고 있다고 보고했다.
2024년 5월 3일, 유엔 WFP의 미국 국장 신디 매케인은 "북부에는 기근이 — 완전한 기근이 — 있으며, 남쪽으로 확산되고 있다"고 말했다. 2024년 6월 초, 기근 조기 경보 시스템 네트워크(FEWS NET)는 북부 가자 지구에서 기근이 "가능하다, 아니면 가능성이 높다"고 밝혔다.
6월 말, FRC는 북부 가자 지구의 IPC 예측에 대한 새로운 분석을 발표했다. 이는 IPC와 FEWS NET의 방법론에 이의를 제기하고 현재 증거가 기근이 임박했음을 증명하지 못한다고 밝혔다. 그러나 가자 지구 민간인들의 "극심한 인간적 고통"을 인정하고 지속적인 인도주의적 지원을 촉구했다. 또한 북부 가자 지구의 상황이 분명히 개선되었다고 밝혔다. IPC의 findings에 대한 응답으로 WFP는 "개선은 더 큰 접근성이 만들 수 있는 차이를 보여준다"며 "북부 지역으로의 식량 배급 증가와 영양 서비스는 최악의 굶주림 수준을 줄이는 데 도움이 되었으며, 여전히 절박한 상황을 남겨두고 있다"고 밝혔다. 2024년 7월, 유엔 인도주의 업무 조정국은 상업용 트럭이 몇 달 동안 북부 가자 지구에 물품을 배달할 수 없었다고 밝혔다. 2024년 8월, 유엔은 2024년 5월에서 7월 사이에 아동 영양실조 사례가 300% 증가했다고 보고했다.
2024년 11월, 북부 가자 봉쇄 중 기관 간 상임 위원회는 "북부 가자 지구의 전체 팔레스타인 인구는 질병, 기근 및 폭력으로 인한 즉각적인 사망 위험에 처해 있다"고 밝혔다. 11월 8일, 기근 검토 위원회는 기근이 "북부 가자 지구 내 지역에서 임박했다"고 밝혔다. 또한 상황을 피하기 위해 "몇 주가 아니라 며칠 내에" 조치를 취해야 할 것이라고 경고했다.

### 기독교 소수 민족
가자 지구의 기독교 인구의 대부분은 북부의 가자 시에 거주했다. 정교회 성 포르피리우스 교회는 가자 시의 자이툰 동네에 있었고, 가톨릭 수녀들도 마찬가지였다. 2024년 10월 기준으로 가자 지구의 대부분의 기독교인들은 떠나기를 거부하거나 전쟁 지역을 통과하는 과정에서 안전하지 않다고 느꼈다.

## 인도주의적 지원

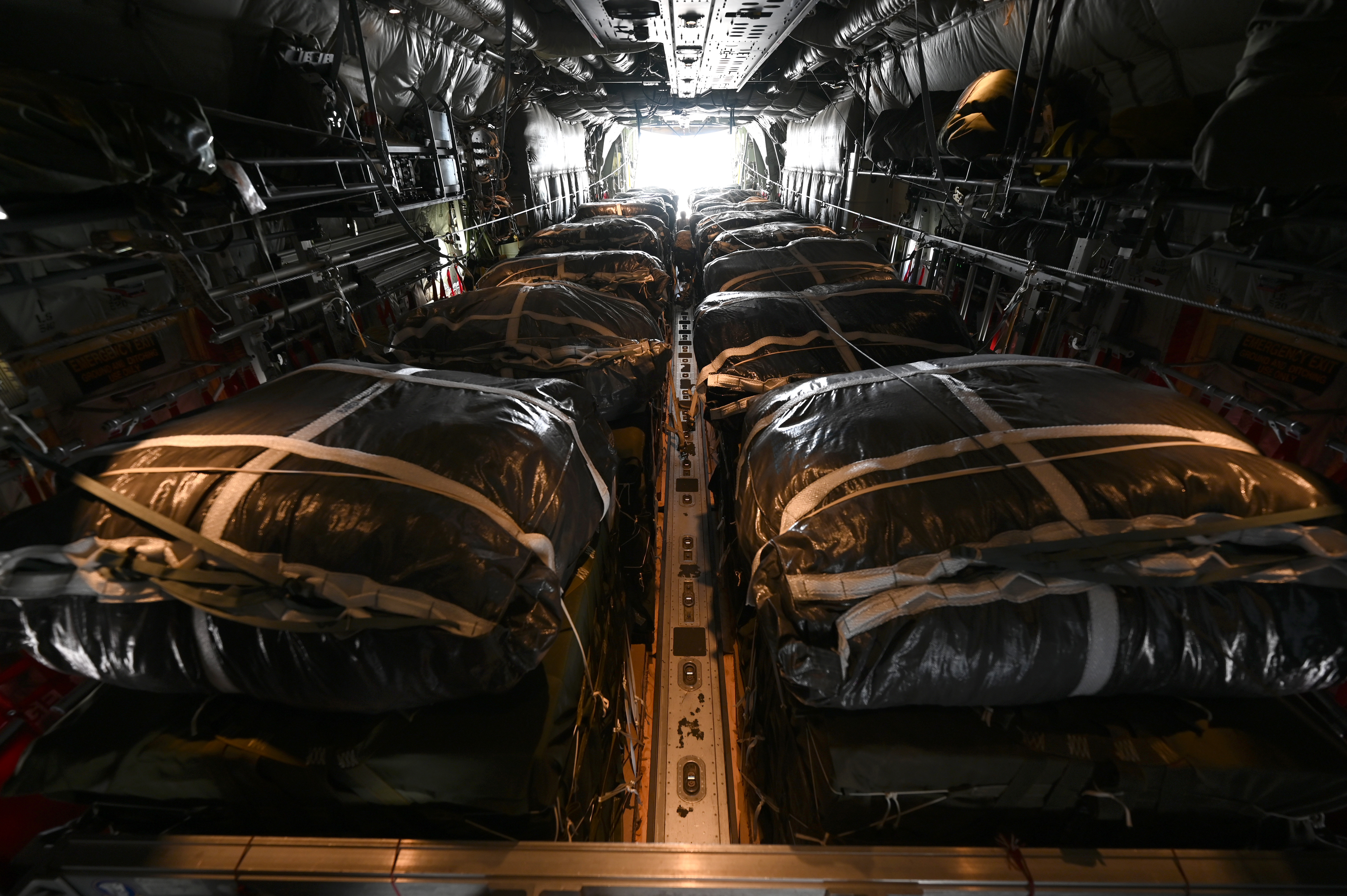
2024년 3월 미국의 가자 지구에 대한 원조 공중투하. 알자지라는 이 공중투하를 옥스팜이 "비효율적"이라고, 전 USAID 국장은 "상징적"이라고 평가했다고 보도했다.

2024년 1월 9일, 기샤는 10월 7일 이후 가자 지구에 6,000대의 원조 트럭만이 진입했으며, 이는 분쟁 시작 전 원조량의 12일에 해당하는 양이라고 보고했다. 인도주의적 지원을 감독하는 이스라엘 부대의 책임자인 모셰 테트로 대령은 가자 지구에 식량 부족은 없으며 기존 비축량으로 충분하다고 밝혔다. 또 다른 이스라엘 관리는 "이곳이 아랍, 가자 주민들로 구성된 인구이며, 특히 식량 문제에 있어서는 비축하는 것이 그들의 DNA라는 점을 잊지 말라"고 밝혔다.
관계자들은 위기 악화가 가자 지구로 허용되는 원조량 제한 때문이라고 밝혔으며, 신디 매케인은 "가자 지구 사람들은 식량으로 가득 찬 트럭에서 불과 몇 마일 떨어진 곳에서 굶어 죽을 위험에 처해 있다"고 밝혔다. WFP 수석 이코노미스트 아리프 후사인은 1월 24일에 필요한 원조의 20~30%만이 가자 지구에 진입하고 있다고 밝혔으며, 유엔 인도주의 업무 조정국은 이스라엘이 북부 가자 지구에 대한 인도주의적 지원을 "조직적으로 거부하고 있다"고 비난했다.
2024년 2월 1일, 유엔 사무총장 안토니우 구테흐스는 "가자 지구의 모든 사람이 굶주리고 있다"고 밝히며 무제한적인 인도주의적 접근을 요구했다. 휴먼 라이츠 워치는 18개국이 유엔 팔레스타인 난민 구호 사업 기구에 대한 자금 지원을 중단하기로 한 결정이 기근을 가속화할 위험이 있다고 밝혔다. WFP는 2월 2일에 북부 가자 지구로의 원조 전달이 이스라엘에 의해 압도적으로 거부되고 있다고 밝혔다. 언론인 아부바케르 아베드는 "가족들은 생존을 위해 전략적으로 식사를 한다"고 밝혔다.
2024년 2월, CNN 기자들과의 인터뷰에서 일부 팔레스타인인들은 인도주의적 지원이 개봉된 채 암시장에서 재판매되고 있다고 밝혔다. 특정 지역 주변의 이스라엘 공습도 가격을 폭등시켰으며, 밀가루 25kg 한 봉지가 칸 유니스에서는 20달러였지만 공습이 강화된 후 34달러로 뛰었다. 같은 달, 휴먼 라이츠 워치는 유엔 팔레스타인 난민 구호 사업 기구에 대한 자금 지원 중단을 비판했는데, 이는 "기아 위험 증가와 집단 학살 사건에 대한 세계 법원의 구속력 있는 명령에 직면하여" 유엔 팔레스타인 난민 구호 사업 기구를 "가자 지구로의 주요 인도주의적 통로"라고 불렀다.
2024년 2월 13일, 베잘렐 스모트리치 재무장관은 미국이 지원하는 가자 지구 밀가루 선적을 막았으며, 자신이 "총리와의 조율 하에" 그렇게 했다고 밝혔다. 잭 설리번 백악관 국가안보보좌관은 이스라엘이 밀가루가 가자 지구로 들어오는 것을 막고 있다고 확인했다. 2월 14일, 파이낸셜 타임스는 한 달 동안 100만 명 이상의 사람들을 먹일 수 있었던 구호 물품이 이스라엘 아슈도드 항구에서 차단되었으며, 이스라엘 정부가 식량을 풀지 않을 것이라고 밝혔다고 보도했다. 유엔은 2월에 원조 전달량이 전월 대비 절반으로 줄었다고 밝혔다. 2월 28일, USAID 국장 서맨사 파워는 가자 지구에 더 많은 원조가 필요하다고 밝히며 상황을 "생사의 문제"라고 불렀다. 미국이 원조 공중투하를 시작하고 가자 지구 해안에 임시 항구를 건설할 계획을 발표한 후, 마이클 파크리 유엔 식량권 특별 보고관은 "국가들이 공중투하와 이러한 해상 부두를 사용하는 시기는 보통, 항상은 아니지만, 적대 영토에 인도주의적 지원을 전달하고자 할 때이다"라고 밝혔다.
2024년 3월 현재, 인도주의적 지원 정전 협상을 시도하고 인질 석방 협상 외에 원조 제공을 허용하기 위한 노력이 진행 중이지만, 적대 행위의 지속과 전투 중 원조 전달의 어려움으로 인해 어려움이 지속되고 있다. 3월, 미국은 가자 지구에 식량을 공중 투하하기 시작했다. 첫 두 번의 원조 투하로 74,800개 이상의 미국 및 요르단 식량이 제공되었다. 국제 적십자 위원회는 3월 말에 "일부 가족들은 이틀에 한 번씩 온 가족을 위한 통조림 하나를 받는다"고 밝혔다. 3월 말, 주민들은 가자 지구 일부 지역에서 동물 사료가 바닥나고 있다고 보고했다. 2024년 4월 말, WFP는 가자 지구 인구의 절반이 굶주리고 있다고 밝혔다. 2024년 5월 말, 유엔은 이스라엘의 라파 공세 시작 이후 인도주의적 지원 전달량이 67% 감소했다고 밝혔다. WFP는 라파의 대부분의 민간인에게 식량을 공급할 수 없으며 상황을 "종말론적"이라고 묘사했다.
2024년 6월, WFP는 케렘 샬롬 국경을 통과하는 구호 활동가들이 "전투, 손상된 도로, 불발탄, 그리고 이스라엘의 제한"으로 인해 위험에 직면했다고 밝혔다. 월드 센트럴 키친은 가자 지구에서 5천만 끼 이상의 식사를 제공했으며, 작전 확장을 계획하고 있다고 밝혔다. 2024년 6월 말까지 가자 지구로 유입되는 원조는 거의 없었다. 2024년 7월 현재, 수백 대의 트럭이 가자 지구로 진입하기 위해 기다리고 있었으며, 일부는 두 달 동안 지연되었다. 2024년 9월, 노르웨이 난민 위원회는 필요한 식량 원조의 83%가 가자 지구에 도달하지 못하고 있다고 보고했다.

### 가자 부유식 부두
2024년 3월 7일, 조 바이든 대통령은 식량 및 인도주의적 지원을 전달하기 위해 가자 부유식 부두를 건설할 계획을 발표했다. 이 부두 건설에는 약 3억 2천만 달러가 소요될 것으로 추정되었다. 7월 17일 폐쇄 발표 당시, 부두는 20일 동안 운영되었으며, 8,800톤의 원조를 전달했다. 부두는 높은 해수면 상태로 인해 세 번 해체되었다.

### 가자 인도주의 재단
가자 인도주의 재단(GHF)은 가자 인도주의적 위기 동안 인도주의적 지원을 배포하기 위해 2025년 2월에 설립된 미국의 비영리 단체이다. GHF는 가자 지구에서 주요 구호품 공급자로서 유엔을 우회하기 위해 만들어졌다. 이스라엘 정부와 미국 정부의 지원을 받는 GHF는 구호품이 하마스에 의해 일상적으로 유용되고 있다는 이스라엘의 주장에 대한 대응으로 2025년 5월부터 운영을 시작했다. 유엔을 포함한 구호 단체들은 이러한 주장을 부인했으며 구호품 절도를 이스라엘군이 무장시킨 팔레스타인 단체의 소행이라고 반론했다. 또한, GHF 배급 현장 근처에서 대규모 살해 사건이 반복되고 있다. 2025년 7월 31일, 유엔 인권최고대표사무소(OHCHR)는 5월 27일 이후 식량을 구하려다 사망한 팔레스타인인 1,373명 중 859명이 GHF 현장 근처에서 사망했다고 보고했다.
GHF 현장 공격은 OHCHR, 가자 관계자 및 목격자들에 의해 이스라엘 방위군(IDF)의 소행으로 지목되었다. GHF 소속 미국 계약자들도 팔레스타인 민간인을 총격하는 모습이 영상으로 촬영되었으며, 전직 직원들에 따르면 GHF의 조직 문화는 구호품을 찾는 사람들을 비인간적으로 대하고 계약자들의 행동에 대한 통제가 거의 없다고 한다. GHF와 IDF는 구호품 현장에서 발생한 사망 사건에 대한 책임을 반복적으로 부인하며, 경고 사격만 있었다고 밝혔다.
배급 현장에서 반복적으로 발생한 대량 살상 사건의 생존자들은 이스라엘의 지원을 받는 작전을 구호가 아닌 덫 또는 죽음의 덫으로 부르기 시작했다. 국경없는의사회는 이러한 배급 현장 주변 상황을 "구호로 위장한 학살" 및 "계획된 살인"으로 묘사했다. 헌법적 권리 센터와 14개 인권 단체는 GHF가 전쟁범죄, 인도에 반한 죄, 그리고 팔레스타인인에 대한 집단살해에 대한 공모로 책임을 질 수 있다고 경고했다.
유엔과 다른 구호 단체들은 GHF와의 협력을 거부하며, GHF가 구호품을 정치화하고 "무기화"하며 팔레스타인 사람들에게 안전하지 않고 품위를 떨어뜨리는 방식으로 전달하고 있다고 비난했다. 유엔과 세이브 더 칠드런 및 옥스팜을 포함한 170개 이상의 자선 단체 및 NGO들은 GHF가 인도주의적 규범을 준수하지 않고 2백만 명의 팔레스타인인들을 과밀하고 군사화된 지역으로 강제 이동시키고, 구호품을 찾는 사람들을 거의 매일 공격에 노출시켜 인도주의적 규범을 위반하고 있다고 비난하며 GHF의 즉각적인 폐쇄를 요구했다.
GHF는 또한 유엔과 인도주의 단체들로부터 구호품 배급을 정치화한다는 비판을 받았는데, 기존 인도주의 단체들은 GHF가 이스라엘이 가자 지구에서 팔레스타인인을 비워내고 기아를 전쟁의 무기로 사용하는 목적을 추구하는 데 명분을 주고 있다고 말한다.
GHF는 전 USAID 매니저인 존 에이커리 전무이사와 미국 복음주의 지도자이자 사업가인 조니 무어 주니어 이사장이 이끌고 있다.

### 이스라엘의 원조 차단

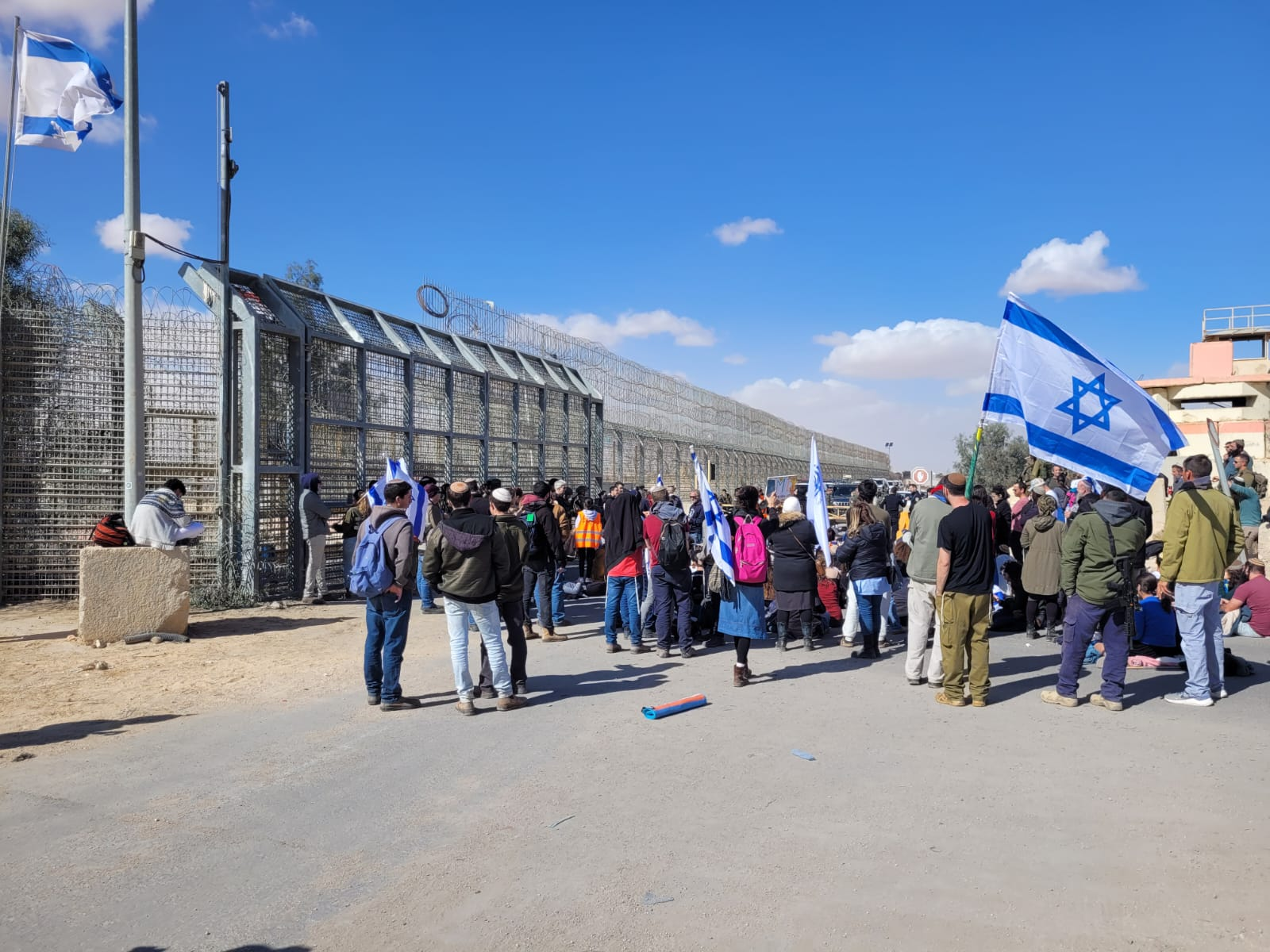
이스라엘인들이 가자 지구로 인도주의적 지원이 들어오는 것을 막고 있다, 2024년 2월

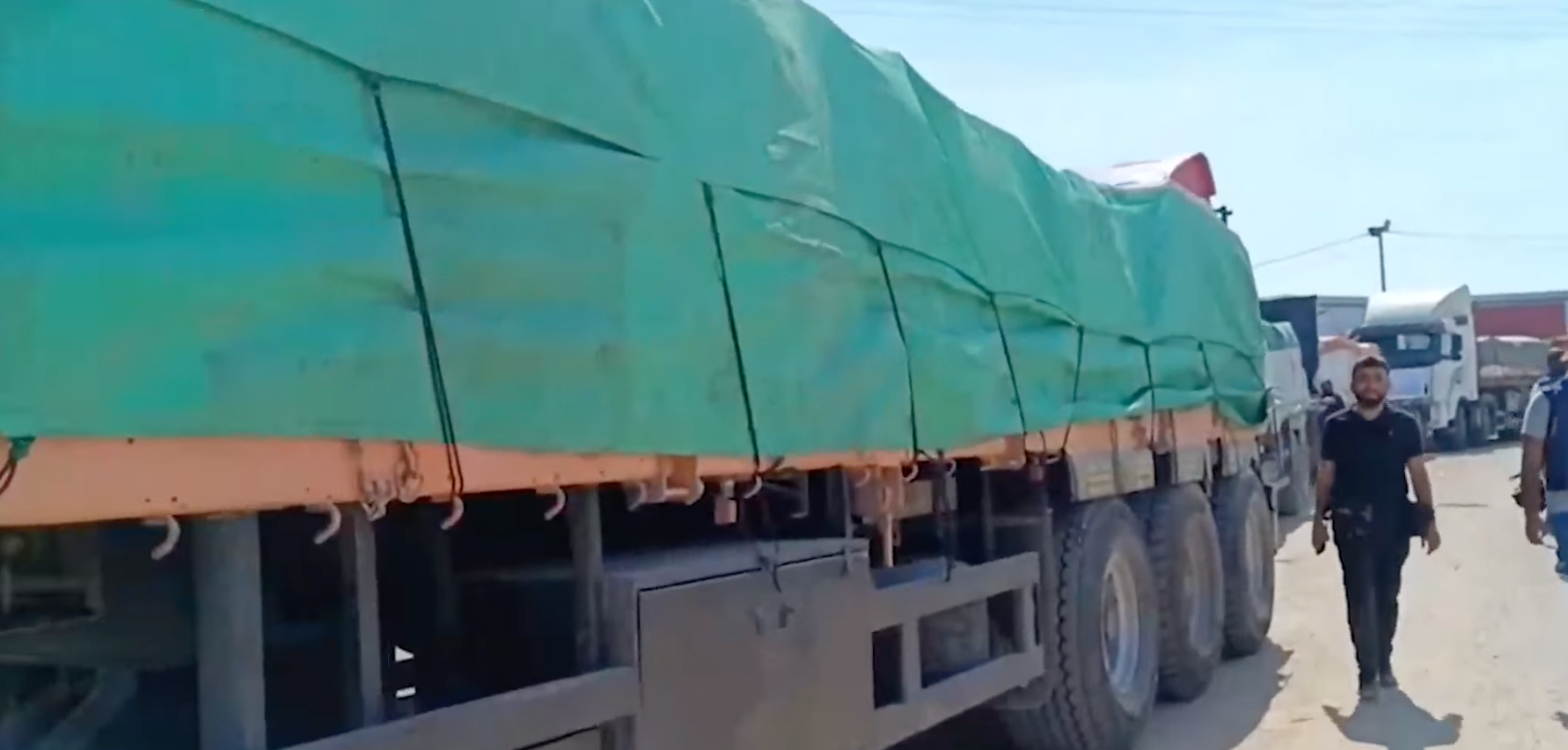
이집트에서 가자 지구로 들어가기 위해 대기 중인 인도주의적 지원 트럭

가자로 진입이 허용되기 전에 인도주의적 지원 트럭은 이스라엘 조사관들의 엄격한 규칙과 규정 목록을 통과해야 한다. 세이브 더 칠드런 미국 지부의 회장이자 최고경영자인 얀티 수에리프토는 기자들에게 복잡한 규정으로 인해 물품이 되돌아오는 경우를 설명했는데, 위생 키트에 손톱깎이가 포함되어 생리대가 반송되거나 지퍼가 있다는 이유로 침낭이 반송되는 식이었다. 이스라엘 COGAT 부서와 접촉 중인 한 인도주의 관계자는 해당 부서가 2008년의 구식 목록과 공식 지침의 부족으로 인해 거부가 발생하고 있다고 주장했다. 유럽 연합의 최고 외교관인 주제프 보렐과 같은 다른 이들은 이스라엘이 의도적으로 기아를 전쟁 무기로 사용하고 있다고 비난했다. 이스라엘은 또한 가자로 향하는 인도주의적 지원 물품이 이스라엘이나 서안 지구에서 구매되거나 이스라엘 항구를 사용하는 것을 허용하지 않는다. 또한 이스라엘-가자 검문소 중 한 곳을 제외한 모든 곳을 폐쇄했다. 이집트 외무장관 사메 슈크리는 "이스라엘의 장애물"이 인도주의적 지원 전달을 방해하고 있다고 밝혔다. 세계보건기구는 이스라엘이 "물품 전달 요청을 종종 차단하거나 거부한다"고 밝혔다. 안토니우 구테흐스 유엔 사무총장은 가자 상황을 완화하려면 "이스라엘이 구호 활동에 남아있는 장애물과 병목 현상을 제거해야 한다"고 밝혔다. 2024년 9월 조사에 따르면 USAID와 다른 기관들은 이스라엘이 의도적으로 인도주의적 지원을 차단했다고 결론을 내렸지만, 미국 국무장관은 그들의 조사 결과를 거부했다.
한 조사에 따르면 이스라엘은 암 치료제, 침낭, 식수 정화제, 출산 키트가 가자로 들어오는 것을 막고 있었으며, 이에 대해 세이브 더 칠드런 미국 지부 회장은 "인도주의적 지원을 방해하기 위해 이처럼 많은 장벽이 세워진 것을 본 적이 없다"고 밝혔다. MP 로제나 알린칸은 이스라엘이 정수 필터가 가자로 들어오는 것을 막았다고 밝혔다. 유엔은 이스라엘이 의료용 가위를 실은 구호 트럭을 거부했다고 보고했다. 3월 6일, 이스라엘은 이미 46일 동안 막아왔던 주요 미국산 밀가루 선적을 가자로 들여보내는 것을 계속해서 막았다. 2024년 3월 7일, 이스라엘 경찰은 유대-아랍 협력 단체인 스탠딩 투게더가 조직한 구호 수송대를 막았다.
미국 근동 난민 구호 협회 회장은 "미국뿐만 아니라 다른 정부들도 육로 지원에 대해 이스라엘과 더 많은 진전을 이룰 수 있다고 생각했던 정부들이 손을 들어 '그럼 공중 투하를 하자'고 말했다"고 밝혔다. 뉴요커와의 인터뷰에서 미국 상원의원 크리스 밴홀런은 "행정부 관리들은 네타냐후 정부가 가자에 대한 인도주의적 지원 전달에 용납할 수 없는 장벽을 세웠다는 것을 인정했다"고 밝혔다. 캐서린 러셀 유니세프 의장은 이스라엘의 관료주의적 승인 시스템을 카프카적이라고 묘사했다. 3월에 UNRWA는 이스라엘이 더 이상 기관이 가자 북부에 지원을 전달하는 것을 허용하지 않는다고 밝혔다. 마틴 그리피스는 "북부로 향하는 식량 수송대를 막기로 한 결정은 수천 명을 기아로 더 가까이 밀어붙일 뿐이다. 이는 철회되어야 한다"고 밝혔다. EU의 주제프 보렐은 "가자에서 굶주리는 사람들에게 충분한 식량이 비축되어 육로로 진입하기를 기다리고 있다"고 밝혔다.
이스라엘 인권 단체인 기샤는 이스라엘이 이중 용도 물품을 차단하고 있으며, 이스라엘 대법원에 가자 민간인에 대한 의무를 이행하도록 명령할 것을 청원했다고 밝혔다. 2024년 4월, 자유 소함대 연합은 가자행 구호 여행이 "이스라엘이 우리의 출발을 막기 위해 시작한" 행정적 장애물로 인해 지연되었다고 밝혔다. USAID 내부 평가에 따르면 이스라엘은 "미국 인도주의적 지원의 운송 또는 전달을 방해하지 않는다"는 요건을 "현재 필요한 만큼 준수하지 않고 있다"고 한다. 2024년 7월, 옥스팜, 국경 없는 의사회, 세이브 더 칠드런, 노르웨이 난민 위원회를 포함한 13개 인권 단체는 이스라엘이 인도주의적 지원을 차단하고 있다고 밝혔다. 유니세프 대변인 제임스 엘더는 이스라엘이 가자로 지원이 들어오는 것을 의도적으로 제한하고 있다고 밝혔다.
2024년 9월, 노르웨이 난민 위원회는 필요한 식량 지원의 83%가 가자 지구로 들어가지 못하고 있다고 보고했다. 2024년 10월, 지원에 관여한 개인들에 따르면 인도주의적 지원 전달이 7개월 만에 최저 수준으로 떨어졌다. 미국이 이스라엘에 가자 북부에 대한 지원을 늘리지 않으면 결과를 직면할 수 있다고 말한 후, 이스라엘 관리들은 인도주의적 지원에 관한 "긴급 회의"를 개최할 것이라고 밝혔다. 곧이어, 이스라엘 크네세트가 UNRWA와 이스라엘 관리들 간의 접촉을 3개월 이내에 금지하는 법안을 통과시켰는데, 이는 이스라엘이 모든 검문소를 통제하기 때문에 UNRWA가 가자 지구로 지원을 조율하는 데 필수적이다. 미국은 이스라엘이 인도주의적 지원 전달을 늘리는 데 충분한 진전을 보이지 못했다고 응답했다. 며칠 후, 미국은 이스라엘이 기한까지 인도주의적 지원을 허용하라는 권고를 따르지 않으면 "법을 따를 것"이라고 밝혔다.
2024년 11월, 이스라엘이 가자 북부의 베이트하눈에 제한적인 지원 전달을 허용했지만, 지원이 도착하기 전에 이스라엘군이 주민들에게 공습으로 인한 피해를 피하기 위해 해당 지역을 대피하도록 강제했다고 보도되었다.
2025년 2월, 이스라엘 국방부에 따르면 에레즈 회랑을 통해 지원품을 운반하던 트럭이 수색을 받아 수백 대의 스마트폰과 기타 전자 기기를 밀수하고 있음이 밝혀졌다. 운전자는 체포되었다.
2023년 12월 21일, 이스라엘 활동가들이 케렘 샬롬 검문소를 막아 인도주의적 지원이 가자 지구로 들어가는 것을 막으려 했다. 1월 9일, 인질 가족들이 인도주의적 지원을 막으려다 경찰에 의해 저지되었다. 1월 19일, 인질 가족들은 인도주의적 지원을 막는 것을 포함한 "극단적인 행동"을 약속했다. 2024년 1월 24일, 수백 명이 케렘 샬롬 검문소에서 인도주의적 지원 진입에 반대하는 시위를 벌였다. 시위대들은 1월 25일과 26일에도 다시 지원을 막았다. 1월 28일, 이스라엘 방위군(IDF)은 카렘 아부 살렘 검문소를 "폐쇄 군사 지역"으로 선포했다. 정착민 네 명이 구호 트럭 운전사들에게 최루탄을 쏘고 돌을 던진 혐의로 체포되었다. 1월 30일, 시위대들이 다시 지원을 막았다. 1월 30일, 베니 간츠와 가디 아이젠콧은 가자에 대한 인도주의적 지원을 제한하는 것을 검토하고 있다고 밝혔다. 1월 31일, 국가안보부 장관 이타마르 벤그비르는 네타냐후에게 가자로의 지원 중단을 촉구했다.
1월 31일 가자 지원에 반대하는 시위에서 30명이 체포되었다. 2월 1일, 시위대들이 아쉬도드 항에서 가자 지원 트럭들이 출발하는 것을 막았다. 2월 2일, 시위대들이 니차나 국경 검문소를 막았다. 2월 6일, 채널 12는 132대의 구호 트럭이 카렘 아부 살렘 검문소로 들어가는 것이 막혔다고 보도했다. 2월 7일, 이스라엘인들이 카렘 아부 살렘에 텐트를 설치하여 지원이 가자로 들어가는 것을 막았다. 2월 9일, 시위대들이 니차나 국경 검문소에서 지원을 막았다. 2월 12일, 시위대들이 카렘 아부 살렘 검문소를 막았다. 2월 14일, 가자로의 인도주의적 지원을 막던 한 개인은 "그들에게 좋은 음식을 줄 수 없다"고 말했다. UNOCHA는 2월 17일에 가자로 단 20대의 지원 트럭만이 들어갔다고 보고했다. 2월 19일, 지원이 다시 막혔다. 2월 19일까지 가자로 들어오는 인도주의적 지원은 이달 초부터 "확실한 감소"를 겪었다.
2024년 5월 초, 요르단 외무부에 따르면 이스라엘 정착민들이 에레즈 검문소로 향하던 인도주의적 지원 선적을 공격했다.
그 후 이스라엘 활동가 단체인 Tzav 9는 2024년 5월 13일 헤브론 구릉의 타르쿠미야에서 구호 수송대 저지를 자신들의 소행이라고 주장하며 "마지막 인질이 돌아올 때까지 어떤 지원도 통과하지 못할 것"이라고 맹세했다. Tzav 9는 이스라엘인의 말을 인용하며 "트럭을 막는 것은 건전한 정신을 가진 누구에게나 고귀하고 이해할 수 있는 행동이다"라고 밝혔다. 이 저지 과정에서 우익 시위대들에 의해 일부 지원품이 쏟아져 경찰이 4명을 체포했지만, 경찰이 떠난 후 2대의 구호 트럭이 불에 탔다. 구호 전달 노동자들은 구호 수송대의 이스라엘 병사 호위대가 이스라엘 정착민들의 공격을 막기 위해 아무것도 하지 않았다고 말했다. 한 구호 노동자는 수송대가 "민간인이 건널 수 없는 특별 군용 도로"로 이동했지만, "최소 400명의 정착민"에게 공격당했으며, 그들은 "돌을 던지고" 지원품을 쏟아냈고, 이스라엘 "군은 우리에게 어떤 종류의 보호도 제공하지 않았다"고 말했다. 그들은 "현장에 있었고 일어나는 일을 지켜보고 있었다. 군대는 정착민들의 시중을 들고 있었다"고 덧붙였다.
BBC 뉴스는 2024년 5월 말에 "점령된 서안 지구에 거주하는 유대인 정착민들을 포함한 우익 활동가들이 매우 어린 아이들을 포함한 군중이 가자로 향하는 식량을 땅에 던지고 지원 상자를 밟는 수십 개의 비디오를 올렸다"고 보도했다. BBC 뉴스는 다른 비디오들이 "이스라엘 자경단이 예루살렘에서 트럭을 세우고 운전사들에게 가자로 지원품을 운송하지 않는다는 증명 서류를 요구하는 것을 보여준다. 그들의 얼굴은 가려지지 않았고 완전히 면책을 받는 것처럼 행동하는 것으로 보인다"고 묘사한다. 유대인과 아랍인 평화 활동가들은 지원을 보호하기 위해 동원되었으며, 이 평화 활동가들은 지원 공격 활동가들이 이스라엘 경찰과 이스라엘 군대의 도움을 요청하고 얻는 문자 메시지가 존재한다고 주장했다. 2024년 6월, 팔레스타인 적신월회는 이스라엘이 ICJ 명령을 위반하여 라파 검문소를 통해 인도주의적 지원이 들어오는 것을 막고 있다고 밝혔다.

### 이스라엘의 구호품 배급 공격
골드스미스 대학의 연구 단체인 포렌식 아키텍처에 따르면, 구호품을 찾는 사람들을 대상으로 한 이스라엘의 공격이 40건 이상 문서화되었다. 이 단체에 따르면, 이러한 사건들은 고립된 것이 아니라 "체계적인 성격"을 띠고 있었다.
2024년 1월 25일, 가자 보건부는 이스라엘의 구호품 찾는 사람들에 대한 공격으로 20명이 사망하고 150명이 부상했다고 보고했다. 이스라엘은 2월 5일 북부 가자 지구로 향하던 식량을 실은 트럭을 폭격했다. 2월 6일, 이스라엘군은 가자시에서 식량 구호 트럭을 기다리던 사람들에게 발포한 것으로 보고되었다. 유엔 인도주의 업무 조정국(UNOCHA)은 이스라엘이 인도적 지원을 기다리던 사람들에게 발포한 사건이 다섯 번째라고 밝혔다. 2월 18일, 인도적 지원을 찾던 민간인에 대한 이스라엘 저격수 공격 사례가 여러 건 보고되었다. 2월 20일, 최소 1명의 팔레스타인 민간인이 인도적 지원을 받기 위해 기다리던 중 사망했다. 구호품을 찾던 사람들은 여러 차례 이스라엘군의 공격을 받았다. 2월 27일, UNOCHA는 "구호품 수송대가 공격을 받았고, 필요한 사람들에게 접근하는 것이 체계적으로 거부되고 있다"고 밝혔다. 2월 28일, 가자시의 의료 소식통은 알라시드 거리에서 구호품을 기다리던 3명이 사망했다고 보고했다.
2월 29일, 가자시 서쪽 알 나불시 로터리에서 이스라엘군의 총격으로 밀가루 학살로 100명 이상의 인도주의 지원을 찾던 사람들이 사망했다. 유엔은 3월 1일 인도주의 지원을 찾던 사람들의 사망 사건에 대한 조사를 촉구하며, "절실히 필요한 물품을 받기 위해 모인 사람들에게 총격과 포격이 가해진 사건을 최소 14건 기록했다"고 밝혔다.
3월 2일, 베이트하눈에서 세 명이 식용 풀을 뜯던 중 사망했다. 3월 3일, 데이르엘발라에서 이스라엘 공습으로 인도주의 지원을 기다리던 최소 9명이 사망했다. 같은 날 늦게, 가자시 쿠웨이트 로터리에서 구호품을 찾던 민간인 수십 명이 이스라엘군의 공격으로 사망했다. 보건부는 이를 "끔찍한 학살"이라고 불렀다. 3월 4일, 수천 명의 사람들이 하루 종일 인도주의 지원을 기다린 후, 트럭이 도착하자마자 이스라엘 군인들이 그들에게 발포하여 쿠웨이트 로터리에서 또 다른 공격이 보고되었다. 알자지라는 구호품을 찾는 사람들에 대한 공격이 "거의 매일 발생하는 일"이 되었다고 밝혔다. 3월 6일, 이스라엘이 나불시 로터리에서 인도주의 지원을 찾던 사람들에게 실탄을 발사하여 8명이 부상했다. 3월 7일, 나불시 로터리에서 구호품을 기다리던 5명이 사망했다. 3월 8일, 쿠웨이트 로터리에서 인도주의 지원을 찾던 여러 사람이 이스라엘군의 발포로 사망한 것으로 보고되었다. 3월 12일까지 이스라엘은 가자 지구에서 약 400명의 인도주의 지원을 찾던 사람들을 살해했다. 인도주의 지원을 찾던 사람들에 대한 이스라엘의 공격은 북부 가자 지구 팔레스타인인들에게 "새로운 일상"으로 묘사되었다.
2024년 3월 13일, 쿠웨이트 로터리에서 이스라엘군이 최소 9명의 구호품 찾는 사람들에게 총격을 가해 부상시켰다. 2024년 3월 14일, 이스라엘군은 쿠웨이트 로터리에서 구호품을 받던 팔레스타인인들에게 발포하여 21명을 살해하고 150명 이상을 부상시켰다. 3월 15일 성명에서 유엔 인도주의 지원 책임자 마틴 그리피스는 구호품 찾는 사람들에 대한 공격이 "계속되어서는 안 된다"고 밝혔다. 노르웨이 난민 위원회는 이러한 공격이 "일어나서는 안 되는 일"이라고 밝혔다. 3월 19일, 이스라엘 전투기가 쿠웨이트 로터리의 구호 조정자 그룹을 표적으로 삼아 최소 23명이 사망했다.
2024년 4월 1일, 이스라엘 드론이 월드 센트럴 키친 (WCK) 소속 차량 세 대에 세 차례 연속 미사일을 발사하여 7명의 구호 요원을 살해했다. 이들은 이스라엘-하마스 전쟁 중 이스라엘의 포위와 봉쇄로 인해 기근에 직면한 북부 가자 지구에서 식량을 배급하던 중이었다. 2024년 6월, 가자시 인근의 UNRWA 구호품 배급 훈련 센터에서 8명이 사망한 것으로 보고되었다.
2025년 5월부터 GHF가 가자 지구의 유일한 구호품 배급자로 설립되었지만, 배급 현장에서 반복적이고 정기적인 대규모 총격 및 살해 사건이 발생하여 "구호품 가장 학살"로 묘사되었다.
배급 현장에서 반복적으로 발생한 대량 살해 사건의 생존자들은 이스라엘이 지원하는 이 작전을 구호품이 아닌 "함정"이라고 불렀다. 헌법 권리 센터와 14개 다른 인권 단체는 GHF가 공모, 전쟁범죄, 인도에 반한 죄, 그리고 팔레스타인인에 대한 학살에 대한 책임이 있을 수 있다고 경고했다.

### 약탈
2024년 2월, 월스트리트 저널은 가자 지구의 무법 상태가 구호 활동을 방해하고 있다고 보도했다. 악시오스는 이스라엘의 공격으로 하마스 경찰이 그만둔 이후 무장 갱단이 구호품 트럭을 공격하고 약탈하고 있다고 보도했다. 팔레스타인 적신월사 대변인은 민중봉기로 인해 "2월 가자 지구로 들어오는 총 구호품 트럭 수가 약 50% 감소했다"고 밝혔고, 한 이집트 구호품 트럭 운전사는 사람들이 구호품 트럭에 올라타 부수는 것을 목격했다고 설명했다.
6월, 뉴욕 타임스는 구호 단체들이 무장 갱단의 약탈과 공격으로 인해 남부 가자 지구로의 구호품 전달을 중단했으며, 구호품 트럭에 총알 자국이 박혀 있다고 보도했다. 상업 및 구호 기관 모두 직원들의 생명을 위협할 수 없다고 판단했다. 한 구호 요원은 이스라엘-가자 국경 지역에서 무장 범죄 갱단으로부터 매일 발생하는 공격이 조직적이고 체계적이라고 설명했다. 이 요원은 때때로 구호품 트럭 운전사들이 구타당했다고 말했다. AP 뉴스는 유엔 관계자와 인터뷰하여 수천 대의 구호품 트럭이 쌓여 있고, 무장 단체들이 정기적으로 호송대를 방해하며, 운전사들이 총을 겨누고 있다고 설명했다. 팔레스타인 트럭 운송 회사 직원은 구호품이 더운 날씨에 상하고 있다고 말했다. 구호품 부족을 만회하기 위해 이스라엘은 유엔 호송대와 달리 일반적으로 무장 보호를 받는 이스라엘과 점령된 서안 지구에서 더 많은 상업용 트럭의 가자 지구 진입을 허용했다. 한 가자 지구 사업가는 과거에 자신의 트럭을 보호하기 위해 다른 가자 지구 주민들에게 수천 달러를 지불했다고 말했다. 알아즈하르 대학교의 정치학 부교수는 무법 상태가 절망 증가와 하마스의 가자 지구 지배력 감소로 인한 권력 공백의 결과라고 말했다.
6월 말, 유엔은 이스라엘이 인도주의 활동가들을 보호하기 위한 노력을 강화하지 않으면 가자 지구에서 구호 활동을 중단할 것이라고 경고했다. 국무부 대변인은 6월에 약탈 및 기타 범죄 공격이 이스라엘의 공격이나 하마스의 구호품 호송대 장악보다 구호품 전달에 가장 큰 장애물이었다고 말했다. 7월, 유엔은 이스라엘 당국의 승인에 따라 더 많은 개인 안전 장비와 장갑차를 도입할 것이라고 밝혔다.
2024년 11월 16일, 무장 갱단이 구호품을 실은 트럭 98대를 나포하고 약탈했다. UNRWA와 세계 식량 계획(WFP)이 조직한 이 호송대는 트럭 109대로 구성되어 있었으며, 케렘 샬롬에서 가자 지구로 건너온 직후 공격을 받았다. 유엔 팔레스타인 난민 구호 사업 기구 대변인은 "우리는 사람들이 말 그대로 밀가루 한 봉지를 놓고 싸우는 단계로 돌아왔다"며 "이스라엘 당국은 여전히 막대한 양의 인도주의 지원을 제한하고 있다. 모든 것이 목 졸리는 상황이다. 식량, 밀가루, 물, 모든 것이."라고 말했다. 한 유엔 구호 관계자는 조직 범죄가 구호품 호송대에 대한 공격의 원인이라고 비난했으며, 다른 관계자들은 이전에 약탈에 연루된 것으로 알려진 남부 가자 지구의 가족 씨족이 최근의 호송대 공격의 배후에 있다고 보고했다. 유엔 구호 관계자들은 구호품 전달이 그 어느 때보다 어려웠다고 말했다. 유엔 각서에 따르면, 범죄자들은 이스라엘 방위군(IDF)의 "수동적, 혹은 적극적인 선의" 아래 활동했다.

## 어린이와 노인에 대한 영향

### 어린이

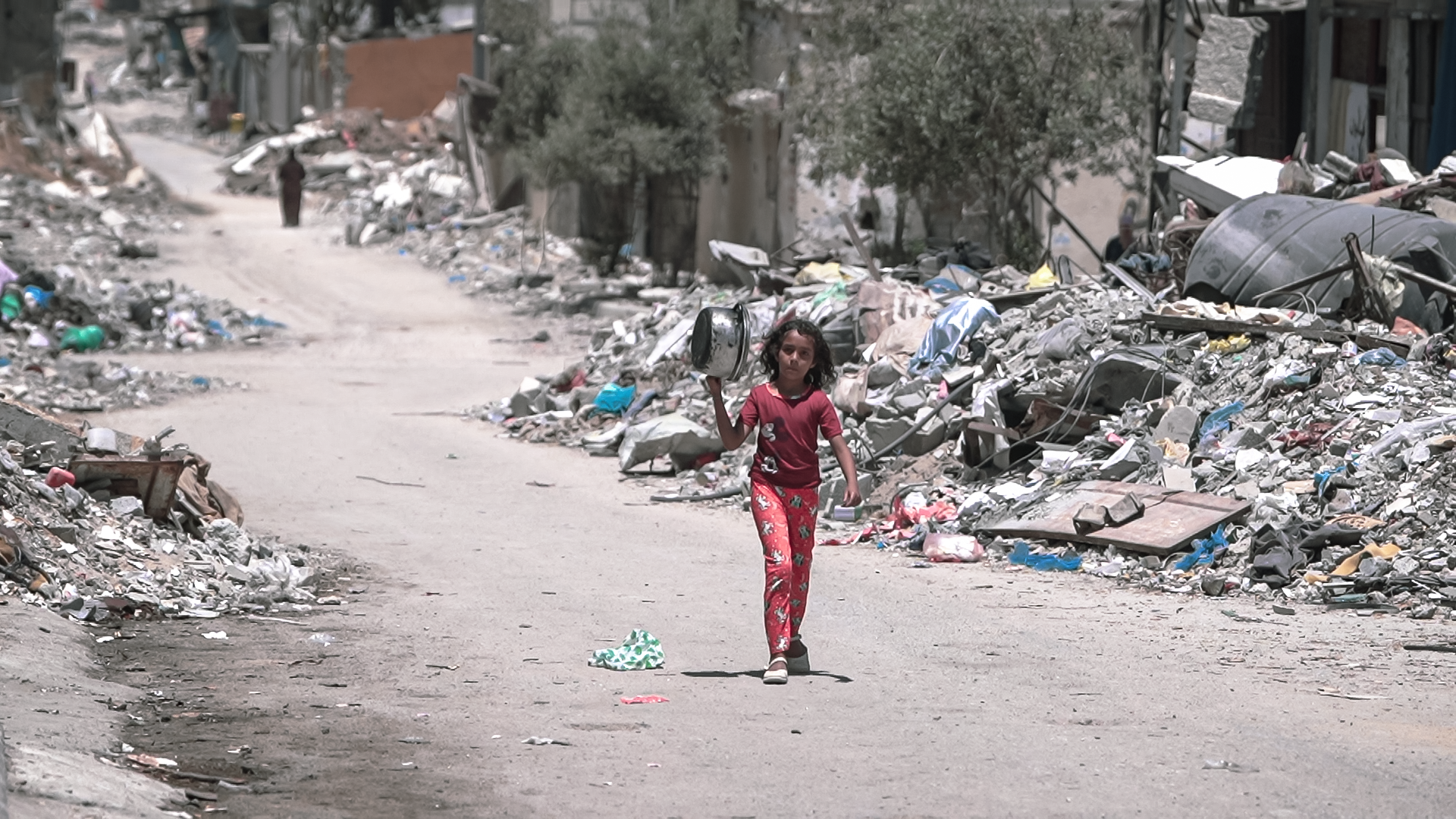
가자 지구의 한 소녀가 음식을 구하러 가는 중 (2024년 8월).

2024년 1월 14일, 필립 라자리니는 "학교에 가면 아이들이 눈을 들어 물 한 모금이나 빵 한 덩이를 간청한다"고 말했다. 1월 16일, 관계자들은 영양실조에 걸린 산모에게서 태어난 신생아들이 며칠 만에 사망하고, 굶주림으로 약해진 어린이들이 저체온증으로 사망하고 있다고 보고했다. 1월 18일, 유니세프 부사무총장은 가자 지구를 둘러본 후 "지금까지 본 가장 끔찍한 상황 중 일부"를 목격했으며, "수천 명의 어린이가 영양실조와 질병으로 고통받고 있다"고 밝혔다. 2024년 2월 10일, 유니세프 대변인은 가자 지구의 아동 영양실조율이 세계 최고 수준이라고 말했다. 2월 17일, 유로-지중해 인권 감시기구는 8세 소녀가 굶주림과 탈수로 사망한 사례를 보고했다.
2024년 2월 19일, 유니세프는 북부 가자 지구의 2세 미만 어린이 중 약 16%가 "급성 영양실조" 상태이며, 3%는 심각한 소모성 질환으로 고통받고 있음을 발견했다. 2월 21일, 북부 가자 지구의 한 어머니는 "어린아이가 밤에 배고파서 비명을 지르며 깬다"고 상황을 설명했다. 2월 26일, 가자시의 두 어린이는 이틀에 한 번 식사를 하며, 그마저도 동물 사료를 먹는다고 말했다. 액션 에이드는 카말 아드완 병원 소아과장의 말을 인용하여 2월 25일 북부 가자 지구의 "상당수" 어린이가 이미 굶주림으로 사망했다고 밝혔다. 최소 6명의 어린이가 2월 28일에 영양실조로 사망했다. 데이르엘발라의 구호 단체인 프로젝트 HOPE는 그들이 본 5세 미만 어린이의 11%가 영양실조를 겪고 있다고 밝혔다.
카말 아드완 병원 의사는 소아 영양실조 환자가 급증했다고 말했다. 2월 28일, 세이브 더 칠드런(Save the Children) 대표는 이스라엘의 폭격과 구호품 제한으로 인해, 식량을 가득 실은 트럭이 가자 지구에 진입하기를 기다리는 동안 어린이들이 굶어 죽어가고 있다고 말하며, 이를 "어린이들의 서서히 죽어가는 학살"이라고 묘사했다. 한 2세 아이는 동물 사료로 만든 빵을 먹고 식중독으로 사망했다. 2월 29일에 4명의 어린이가 추가로 굶주림으로 사망하여, 한 주간 총 사망자 수는 최소 10명에 달했다. 팔레스타인을 위한 의료 지원(Medical Aid for Palestinians)의 이사 멜라니 워드는 "이는 인구의 영양 상태가 기록된 가장 빠른 속도로 악화되는 것이다. 즉, 전 세계가 본 가장 빠른 속도로 어린이들이 굶어 죽어가고 있다는 의미이다"라고 말했다. 3월 3일, 보건 관계자들은 카말 아드완 병원에서 지난 며칠 동안 최소 15명의 어린이가 영양실조와 탈수로 사망했다고 밝혔다. CNN은 실제 사망자 수가 더 많을 수 있다고 보도했으며, 유니세프 대표는 가자 지구의 다른 지역에도 "생명을 위해 싸우는" 굶주린 아이들이 더 있을 가능성이 높다고 밝혔다.
굶주림으로 사망한 10세 소년 야잔 알 카파르네는 "가자 지구 굶주림의 얼굴"로 묘사되었다. 굶주림으로 사망한 5세 아이의 아버지는 "그는 어떤 질병도 앓지 않았다. 내 아이는 굶주림 때문에 내 눈앞에서 죽었다"고 말했다. 2024년 6월, 이스라엘의 라파 공세로 인도주의 지원이 급격히 감소하면서 어린이들이 영양실조로 사망했다. 가자 언론 사무소는 2024년 6월 3일 5세 미만 어린이 3,500명이 굶주림으로 사망할 위험에 처해 있다고 밝혔다. 유니세프는 그 숫자를 거의 3,000명으로 추정했다. 세계보건기구는 8,000명의 어린이가 영양실조 진단을 받았다고 밝혔다. 2024년 6월 말, 자녀를 먹이려고 고군분투하던 한 어머니는 "우리는 기근과 박탈 측면에서 우리 삶의 최악의 나날을 살고 있다"고 말했다.
2025년 4월 28일, 가자 언론 사무소는 가자 지구 어린이들 사이에서 65,000건 이상의 급성 영양실조 사례가 있다고 발표했다. 5월 25일, 4세 모하마드 무스타파 야신은 알아흘리 아랍 병원 의사들에 따르면 장기적인 영양실조로 사망했다. 그의 죽음으로 인해 가자 지구 봉쇄로 인한 영양실조로 사망한 팔레스타인인의 수는 58명으로 늘어났다.

#### 영아 및 신생아
2월 24일, 가자시에서 생후 2개월 된 아기가 영양실조로 사망했다. 가자 지구에서 일하는 소아과 의사는 "건강이 악화되면서 수유모들이 젖을 먹일 수 없게 되었다"고 말했다. 카말 아드완 병원 소아과장은 병원에서 영아 환자에게 먹일 우유를 구하기 위해 고군분투하고 있다고 말하며, "심지어 신생아들도 영양실조 상태이다"라고 밝혔다. 유엔 인구 기금은 의사들이 "정상 크기의 아기를 더 이상 볼 수 없으며" 대신 사산아가 더 많다고 밝혔다. 2024년 3월, 에미라티 병원 의사는 지난 5주 동안 16명의 미숙아가 영양실조 관련 질병으로 사망했다고 밝혔다. 유엔은 3월 16일까지 2세 미만 어린이의 3분의 1이 "급성 영양실조" 상태라고 보고했다. 유니세프 총장 캐서린 M. 러셀은 "아기들이 영양실조로 고통받는 병동에 가보면, 아기들이 울 기력조차 없어서 병동 전체가 완전히 조용하다"고 말했다. WHO는 "의사들과 의료진이 우리에게 말하는 것은 점점 더 많은 기아의 영향을 보고 있다는 것이다. 그들은 신생아들이 단순히 너무 낮은 출생 체중으로 인해 죽어가는 것을 보고 있다"고 밝혔다. 3월 15일, 유니세프는 2세 미만 아동의 급성 영양실조율이 한 달 만에 두 배로 증가했다고 보고했다.
2024년 3월 말, 카말 아드완 병원 의사들은 아기들이 굶주림과 탈수로 사망하고 있다고 밝혔다. 2024년 6월까지 신생아와 영아는 조제분유 부족과 산모의 모유 수유 불가능으로 굶주려 사망했다. 2024년 7월, 액션 에이드는 파트너들에 따르면 "임산부들이 심각한 영양실조로 아기를 잃고 있다"고 밝혔다.

### 노인
2024년 3월, 노인들이 "놀라울 정도로 높은 속도로" 사망하고 있는 것으로 보고되었으며, 유로메드 모니터는 노인들이 굶주림으로 사망한다는 보고를 매일 받고 있다고 밝혔다. 이 단체는 "이러한 사례의 대다수는 병원에 도달하지 못한다... 집에서 사망한 후 노인들은 거주지 근처나 임시 묘지에 묻힌다"고 밝혔다.

## 전쟁범죄 혐의
나는 가자 지구에 대한 완전한 봉쇄를 명령했다. 전기, 식량, 물, 연료는 없을 것이다. 모든 것이 폐쇄되었다. 우리는 인간 동물과 싸우고 있으며 그에 따라 행동하고 있다.— 요아브 갈란트, (이스라엘 국방부 장관)

2023년 12월 18일, 휴먼 라이츠 워치(Human Rights Watch)는 이스라엘이 "점령된 가자 지구에서 민간인에게 굶주림을 전쟁 수단으로 사용하고 있다"고 비난했다. 2024년 1월 16일, 유엔 전문가들은 이스라엘이 "가자 지구의 식량 체계를 파괴하고 식량을 팔레스타인인에 대한 무기로 사용하고 있다"고 비난했다. 식량권에 대한 유엔 특별 보고관 마이클 파크리는 이스라엘이 팔레스타인인에 대한 무기로 굶주림을 사용하고 있다고 밝혔다. 1월 23일, 알렉스 드 발은 이스라엘이 강제 기아를 통해 전쟁범죄를 저지르고 있다고 말하며, "전체 인구가 이 단계로 줄어든 것은 정말 전례 없는 일이다. 에티오피아, 수단, 예멘 – 세계 어느 곳에서도 이런 일은 보지 못했다"고 밝혔다.
2024년 2월 13일, 미국 상원의원 크리스 밴홀런은 "가자 지구의 아이들이 고의적인 식량 보류로 죽어가고 있다. 이것은 전쟁범죄이다. 전형적인 전쟁범죄이다. 그리고 이것을 지시하는 사람들은 전쟁범죄자이다"라고 말했다. 팔레스타인 비영리 단체 주후드 지역 개발(Juhoud for Community and Rural Development)의 대표는 "식량, 물 및 기타 필수품에 대한 접근을 거부하는 것은 국제법의 심각한 위반이다"라고 밝혔다. 유럽 연합 외교 문제·안보 정책 고위대표 주제프 보렐은 엘 파이스(El País)와의 인터뷰에서 "우리는 이미 재앙 속에 있다. 유엔은 인도주의 지원을 중단해야 했다. 이스라엘은 기아를 전쟁 무기로 사용하고 있으며 이는 국제법에 위배된다"고 말했다. 3월 3일, 국제앰네스티 책임자 아그네스 칼라마르는 그 주에 어린이 10명이 영양실조로 사망한 것은 불법이며 이스라엘의 "고의적 기아"의 결과라고 밝혔다.
팔레스타인 외교부는 이스라엘이 "기아를 전쟁 무기로 사용함으로써" 국제법을 위반했다고 비난했다. 이스라엘 인권 의사 연합은 "국제 형사 재판소에 따르면 기아는 전쟁범죄로 간주된다. 이스라엘은 즉시... 생명을 구하는 인도주의 지원을 제한하는 것을 중단해야 한다. 이것은 우리와 함께 여러 세대 동안 남을 도덕적 오점이다"라고 밝혔다. 벨기에 외교부 장관 알렉산더르 더크로는 이스라엘이 "기아 전술"을 사용하고 있다고 밝혔다. 플랜 인터내셔널의 글로벌 인도주의 담당 이사는 "이스라엘의 구호품 제한은... 즉시 중단되어야 한다. 민간인 인구에 대한 기아는 국제 인도법에 따라 불법이다"라고 밝혔다. 유엔 인권 고등판무관 사무소 대변인 제레미 로렌스는 이스라엘의 행위가 "전쟁 수단으로서의 기아, 즉 전쟁범죄"에 해당할 수 있다고 밝혔다.
요르단 외교부 장관 아이만 사파디는 "이스라엘은 기아를 무기화하고 있다. 이것은 또 다른 끔찍한 전쟁범죄이다"라고 말했다. 아일랜드 공화국 외교부 장관 마이클 마틴은 "기아를 전쟁 무기로 사용하는 것은 국제 인도법의 명백한 위반이다"라고 말했다. 벨기에 개발 협력부 장관 카롤린 헤네즈는 이스라엘이 기아를 무기로 민간인을 굶겨 죽이는 방식으로 하마스를 물리칠 수 없다고 말했다. 2024년 6월, 인디펜던트의 조사에 따르면, 현재 및 전직 관계자들은 미국이 가자 지구 기근 발생에 공모했다고 믿고 있었다. 2024년 7월, 10명의 유엔 특별 보고관들은 이스라엘이 "집단살해 폭력의 한 형태"를 구성하는 "표적 기아 캠페인"을 수행했다고 밝혔다.
식량권에 대한 유엔 특별 보고관 마이클 파크리는 이스라엘이 기아를 학살 전술로 사용하고 있다고 밝혔다. 파크리는 "이스라엘은 가자 지구의 모든 사람을 굶겨 죽이려는 의도를 명시적으로 밝혔고, 그 계획을 실행하여 예측할 수 있게 가자 지구 전역에 기아를 초래했다. 이스라엘의 기아 전술의 지리적 위치를 이스라엘 관리들의 진술과 함께 추적하면 그 의도가 확인된다"고 밝혔다. 이스라엘의 4명의 수자원 기술자 폭격에 대해 옥스팜은 민간인 기반 시설에 대한 공격이 "기아를 전쟁 무기로 사용하는 범죄의 일부"라고 밝혔다.
2024년 11월 21일, 국제 형사 재판소는 이스라엘 총리 베냐민 네타냐후와 전 국방부 장관 요아브 갈란트에 대한 체포 영장을 발부했다. 판사들은 "법원은 두 개인이 가자 지구의 민간인들에게 식량, 물, 의약품, 의료 용품뿐만 아니라 연료와 전기를 포함하여 생존에 필수적인 물품을 의도적으로 그리고 알고서 박탈했다고 믿을 만한 합리적인 근거가 있다고 판단했다"며 "전쟁 수단으로서의 기아 범죄"에 대한 형사적 책임이 있다고 믿을 만한 "합리적인 근거"가 있다고 적었다. 미국은 영장 발부 결정으로 이어진 "문제가 있는 절차 오류"에 대해 깊은 우려를 표명하며, 미국이 그 결정을 "근본적으로 거부한다"고 덧붙였다.
이스라엘 지도자 갈란트와 네타냐후에 대한 국제 형사 재판소 체포 영장의 주요 혐의 중 하나는 "기아를 전쟁 무기로 사용하는 것"이었다. 민간인의 기아를 전쟁 무기로 사용하는 것은 유엔에 의해 금지되어 있다. 2023년 중반 독일 정부 관계자들도 러시아가 기아를 무기로 사용하고 있다고 비난했다. 하마스의 이스라엘 공격 직후, 전쟁을 촉발시킨 요아브 갈란트는 2023년 10월 초 공개 연설에서 "더 이상 전기, 식량, 연료는 없을 것이다... 우리는 인간 동물과 싸우고 있으며 그에 따라 행동할 것이다"라고 말했다. 체포 영장이 발부되기 몇 주 전, 이스라엘 방위군(IDF)이 통제하는 지역에서 약탈이 발생했다는 보고도 있었다.

## 반응
이스라엘 정부에 따르면 이스라엘의 행동은 하마스를 안보 위협으로 중화하고, 인도주의 지원을 위장한 군사 자원 밀수를 막는 것을 목표로 한다. 위기를 해결하기 위한 노력에는 정전 협상 시도 및 구호품 제공 허용이 포함되지만, 적대 행위 지속과 전투 중 구호품 전달의 어려움으로 인해 어려움이 지속된다.
2024년 8월 5일, 극우 이스라엘 재무장관 베잘렐 스모트리치는 가자 지구에 대한 인도주의 지원을 차단하는 것이 2백만 가자 주민이 굶주림으로 죽어도 "정당하고 도덕적"이라고 믿지만, 국제 사회가 이를 허용하지 않을 것이라고 밝혔다.

### 2024년 1월
1월 7일, 유엔 사무총장 안토니우 구테흐스는 가자 지구에 "광범위한 기근이 임박했다"고 밝혔다. 유엔 보건 특별 보고관 탈레렝 모포켕은 구테흐스에게 "가자 지구는 기근이 아니라 고의적인 굶주림을 겪고 있다"고 답했다. 1월 12일 유엔 안전 보장 이사회에서 마틴 그리피스는 최근 북부 가자 지구에 들어간 동료들이 "도로에 시체가 방치되어 있는 끔찍한 장면. 생존을 위해 뭐든 얻으려 트럭을 막아서는 명백한 굶주림의 징후를 보이는 사람들"을 목격했다고 밝혔다.
1월 11일, 이스라엘 영토 내 정부 활동 조정관은 가자 지구에 식량 부족은 없다고 밝혔다. 1월 16일, 식량에 관한 유엔 특별 보고관 마이클 파크리는 "우리가 가자 지구에서 목격하고 있는 것은 전체 민간인 인구가 굶주리고 있다는 것이다... 이것은 이스라엘의 폭격과 인도주의 구호 거부의 결과이다. 우리는 이토록 잔인한 일이 이토록 빠르게 일어나는 것을 본 적이 없다"고 밝혔다. 라파 국경 통과 지점 방문 후, 미국 상원의원 크리스 밴홀런은 가자 지구로의 인도주의 지원 진입이 "불필요하게 번거로운 과정"이라고 설명했다.
WFP, 유니세프, 그리고 세계보건기구 책임자들은 가자 지구에 훨씬 더 많은 인도주의 지원이 필요하다는 공동 성명을 발표했다. 무함마드 무스타파, 팔레스타인 투자 기금의 수석 경제학자는 "아마도 전쟁 자체보다 더 많은 사람들이 굶주림과 기근으로 죽거나 사망할 것이다"라고 말했다. 주요 서방 국가들이 UNRWA에 대한 자금 지원을 중단한다고 발표한 후, 해당 기관은 "굶주림이 모두를 위협하는 가운데 2백만 명 이상의 사람들이 생존을 위해 의존하고 있다"고 밝혔다.

### 2024년 2월
2월 14일, 기아 퇴치 운동, 액션에이드, 덴마크 난민 위원회, 핸디캡 인터내셔널, INTERSOS, 이슬람 구호, 머시 코프스, 노르웨이 난민 위원회, 플랜 인터내셔널, 프로젝트 HOPE, 세이브 더 칠드런, 솔리다리테 인터내셔널, 그리고 영국 전쟁 고아 재단을 포함한 14개 주요 인권 단체가 공동 성명을 발표하여 "적대 행위 지속과 가자 지구 봉쇄 지속으로 인해 가자 지구의 기근 위험이 매일 증가하고 있다"고 밝혔다.
미국 퀘이커 봉사 위원회는 "오늘 가자 지구의 모든 사람들이 굶주리고 있다. 이것은 엄청나고 진정으로 비참한 일이며, 우리는 이전에 이런 것을 본 적이 없다"고 밝혔다. 영국 학자 알렉스 드 발은 "이스라엘 정부의 특정 고위 인사들과 이스라엘 사회 내 특정 집단이 가자 지구를 굶겨 죽일 의도를 가지고 있다는 데는 의심의 여지가 없다"고 밝혔다. 그는 "지난 75년간 가자 지구와 비교할 만한 것은 아무것도 없다"고 덧붙였다.
2월 18일, 노르웨이 난민 위원회, 머시 코프스, 국제 난민, 옥스팜 아메리카, CARE 미국, 세이브 더 칠드런, 기아 퇴치 운동, 그리고 카톨릭 구호 서비스를 포함한 8개 주요 인도주의 단체의 수장들이 공동 사설을 통해 "상황이 계속된다면 우리는 인도주의자로서 직면했던 가장 큰 재앙 중 하나를 보게 될 것이다... 이 위기는 곧 전환점에 도달하여 긴급 식량 지원으로는 충분하지 않게 될 것이다. 굶주림이 탄력을 받으면서 대량 사망을 막는 것이 더욱 어려워진다"고 밝혔다. 가자 언론 사무소는 2월 20일 "우리는 미국 행정부와 국제 사회가 이 기근에 대해 이스라엘과 함께 전적으로 책임이 있다고 본다"고 밝혔다.
2월 21일, WFP 책임자 신디 매케인은 "기근은 일어나지 않아도 된다. 하지만 상황이 바뀌지 않으면 일어날 것이다"라고 밝혔다. 토르 웨네스랜드는 2월 22일 2백만 명 이상의 사람들이 심각한 식량 불안정에 직면하고 있다고 밝혔다. 2월 23일, 유엔 인도주의 업무 조정국(UNOCHA) 관계자는 "기근이 임박했다"고 밝혔다. 적십자 책임자는 2월 26일 "인구의 80%가 이미 긴급 또는 재앙적인 급성 식량 불안정 상태에 직면해 있다"고 밝혔다. 유엔 인도주의 업무 책임자 라메시 라자싱엄은 현상 유지를 바꾸기 위해 아무것도 하지 않으면 "가자 지구의 광범위한 기근은 거의 불가피하다"고 밝혔다. 2월 27일, 식량권에 대한 유엔 특별 보고관 마이클 파크리는 인도주의 지원 통과를 고의적으로 막거나 가자 지구의 소규모 어선, 온실, 과수원을 고의적으로 파괴할 이유가 없다. 이는 사람들의 식량 접근을 거부하는 것 외에는 다른 이유가 없다"고 말했다. 파크리는 가자 지구에서 벌어지고 있는 일은 학살이라고 밝혔다.
2월 29일, 옥스팜 아메리카의 인도주의 정책 담당 이사는 미국이 제안한 공중 투하에 반대한다고 밝혔다. 그는 "옥스팜은 가자 지구에 대한 미국의 공중 투하를 지지하지 않는다. 이는 대부분 가자 지구에서 진행 중인 잔학 행위와 기근 위험에 기여하는 미국 고위 관리들의 죄책감을 덜어주는 역할을 할 뿐이다"라고 말했다.
유엔 세계 식량 계획(WFP)은 2024년 5월까지 50만 명의 사람들에게 기근이 실제로 닥칠 것이라고 경고했다.

### 2024년 3월
라파의 한 남성은 알자지라에 "우리가 눈을 뜨는 순간부터 잠들 때까지 우리는 생존을 위해 싸우고 있다. 우리는 물을 구하고, 아이들을 위한 빵 한 덩이를 얻기 위해 싸우고 있다. 우리는 정신적으로나 육체적으로 지쳐 있다. 이것은 참을 수 없다"고 말했다. 세이브 더 칠드런은 성명을 통해 가자 지구 어린이들이 "쥐가 남긴 음식 조각을 찾아 헤매고 절망 속에서 나뭇잎을 먹는" 상황이라고 밝혔다. "이스라엘 정부가 구호품 진입을 계속 방해하는 한 기근 위험은 증가할 것이다"라고 덧붙였다. 유니세프는 어린이들이 굶주림으로 사망했다는 소식에 "우리가 두려워했던 어린이 사망이 발생했으며, 전쟁이 끝나고 인도주의 구호에 대한 장애물이 즉시 해결되지 않으면 급격히 증가할 가능성이 높다"고 밝혔다. 3월 5일, 유엔 인도주의 업무 조정국(UNOCHA)은 북부 가자 지구에서 어린이들의 첫 굶주림 사망이 "그 어떤 경고와도 다른 경고"라고 밝혔다. WFP 국장은 "전 세계 어디에도 이처럼 많은 사람들이 임박한 기근에 직면한 곳은 없다"고 밝혔다.
가디언에서 글로벌 보건 전문가 데비 스리다르는 가자 지구의 굶주림에는 전례가 없다고 썼다. 스리다르는 익명의 동료의 말을 인용하며, "폭격, 저격수, 기아를 한꺼번에 이토록 강렬하게 사용한" 다른 갈등은 역사상 없었다고 말했다. 3월 6일, 유엔 관계자는 "오늘날 가자 지구 인구의 90%가 높은 수준의 급성 식량 불안정에 직면해 있다"고 밝혔다. 알시파 병원에서 의사로 일하는 의대생은 가자 지구에서 처음으로 굶주림으로 인한 사망을 기록했다. 그는 "우리에게 다시는 인권에 대해 말하지 말라. 나는 세상이 얼마나 잔인하고 무정해졌는지 모르겠다"고 말했다. 가자 지구 민방위대는 인도주의 지원 공중 투하를 비판하며 "국제 구호 비행기를 통한 지원 투하 방식은 기근 위기를 제한하지 못했다"고 밝혔다. EU 인도주의 지원 책임자 야네즈 레나르치치는 "가자 지구에 이미 기근 지역이 존재한다는 매우 강력하고 신뢰할 수 있는 징후가 있다"고 밝혔다.
3월 말 알자지라 잉글리시와의 인터뷰에서 한 팔레스타인 난민은 "상황이 너무 나빠서 아무도 상상할 수 없다"고 말했다. 마틴 그리피스는 세계가 "이것을 막지 못한 것에 대해 부끄러워해야 한다"고 말했다. 한 보고서에서 이슬람 구호는 "팔레스타인인들은 단지 굶주리는 것이 아니라, 굶겨지고 있다"고 밝혔다. 국제구조위원회는 "어린이들은 전적으로 인위적이고 예방 가능한 위기로 인해 굶주리고 있다. 변명의 여지가 없다"고 밝혔다. 팔레스타인 의료 지원(Medical Aid for Palestinians)의 CEO 멜라니 워드는 "이스라엘이 식량 지원을 허용한다면 우리는 즉시 굶주림을 막을 수 있을 것이다"라고 밝혔다. 옥스팜은 임박한 기근이 이스라엘의 가자 지구 폭격과 "기아를 전쟁 무기로 사용하는 것"의 결과라고 밝혔다.
IPC를 인용하여 미국 국무장관은 3월 19일 "가자 지구 인구의 100%가 심각한 급성 식량 불안정 수준에 있다. 전체 인구가 그렇게 분류된 것은 처음이다"라고 인정했다. 남아프리카 공화국 외교부 장관 날레디 판도르는 기근이 닥치자 인류는 "공포와 절망 속에서 자신을 돌아봐야 한다"고 밝혔다. 벨기에 개발부 장관 카롤린 헤네즈는 이스라엘이 기아를 무기로 민간인을 굶겨 죽임으로써 하마스를 물리치지 못할 것이라고 밝혔다. 세계은행은 "가자 지구의 상황이 재앙적인 수준에 도달했다"고 밝혔다. 영국 총리 리시 수낵은 질문에 대해 "기근을 피하기 위해 지금 당장 긴급 조치가 필요하다"고 밝혔다. 2024년 3월 18일, 유엔 사무총장 안토니우 구테흐스는 임박한 기근이 "전적으로 인위적인 재앙"이라고 밝혔다.
유엔 안전 보장 이사회 결의안 2728호 통과 후, 휴먼 라이츠 워치 유엔 책임자는 이스라엘이 "인도주의 지원 제공을 촉진하고, 가자 주민들의 굶주림을 종식시키며, 불법적인 공격을 중단해야 한다"고 밝혔다. 남아프리카 공화국 v. 이스라엘 사건에서 국제사법재판소가 내린 잠정 조치는 "가자 지구의 팔레스타인인들이 더 이상 기근의 위험에만 직면한 것이 아니라... 기근이 시작되고 있다"는 것을 확인했다. 예일 대학교의 학살 연구 프로그램 책임자 데이비드 J. 사이먼은 "행동하지 않으면 [국제사법재판소]가 학살 판결을 내릴 가능성이 높아진다"고 썼다. 국제앰네스티는 국제사법재판소의 잠정 조치에 대해 "이 새로운 판결은 모든 국가에 학살을 예방해야 할 명확한 의무가 있다는 중요한 경고가 되어야 한다"고 밝혔다.

### 2024년 4월
세이브 더 칠드런의 한 이사는 "굶주림은 결코 전쟁 무기로 사용되어서는 안 된다. 이미 27명의 어린이가 굶주림과 질병으로 사망했다. 세계가 지금 행동하지 않으면 셀 수 없이 많은 어린이가 그 숫자에 추가될 것이다"라고 밝혔다. 4월 16일, 팔레스타인 유엔 인도주의 업무 조정국(UNOCHA) 책임자 안드레아 데 도메니코는 "우리는 한 발짝 전진하고 두 발짝 후퇴하거나, 두 발짝 전진하고 한 발짝 후퇴하는 춤을 추고 있는데, 이는 기본적으로 우리를 항상 같은 지점에 놓이게 한다"고 밝혔다. 4월 23일, 미국 인도주의 문제 특별 사절 데이비드 M. 새터필드는 가자 지구 전체, 특히 북부 지역의 기근 위험이 "매우 높다"고 밝혔다. 세계 식량 계획(WFP) 국장 지안 카로 치리(Gian Caro Cirri)는 "식량 불안정, 영양실조, 사망률이라는 세 가지 기근 임계값이 다음 6주 안에 모두 넘어설 것이라는 합리적인 증거가 있다"고 밝혔다. 세계 식량 계획 부국장 칼 스카우는 "우리는 여전히 기근을 향해 가고 있다. 기근을 피하기 위해 필요한 패러다임 전환은 보지 못했다"고 밝혔다.

### 2024년 5월
5월 4일, 세계 식량 계획(WFP) 책임자 신디 매케인은 NBC 뉴스와의 인터뷰에서 북부 가자 지구는 "완전한 기근" 상태이며, "남부로 확산되고 있다"고 밝혔다. 그녀는 "끔찍하다. 보기에도 듣기에도 너무나 어렵다. 우리가 요구하는 것과 끊임없이 요구하는 것은 정전과 다양한 항구와 국경 검문소를 통해 안전하게 들어갈 수 있는 무제한적인 접근이다"라고 말했다. 세계 식량 계획 대변인은 공식적인 기근 선포를 위한 세 가지 기준 중 하나가 충족되었다고 나중에 말했다. 휴먼 라이츠 워치는 "가자 지구에서 어린이들이 굶주림으로 사망하고 기근이 발생하고 있음에도 불구하고, 이스라엘 당국은 세계 법원의 명령에 defiance하여 가자 주민들의 생존에 필수적인 지원을 계속 차단하고 있다"고 밝혔다. 미국 퀘이커 봉사 위원회는 "60만 명의 어린이들이 죽음의 문턱에 서 있다"고 밝혔다.

### 2024년 6월
조 바이든 행정부의 정책에 항의하여 사임한 미국 국무부 관리 스테이시 길버트는 "이스라엘이 인도주의 지원을 차단하고 있다는 것은 절대적으로 만장일치이며, 이것이 기근의 원인이다"라고 밝혔다. 옥스팜 중동 및 북아프리카 담당 이사는 "굶주림이 더 많은 생명을 앗아갈 때, 아무도 이스라엘의 고의적이고 불법적이며 잔인한 구호 방해의 끔찍한 영향을 부인할 수 없을 것이다"라고 밝혔다. 한 인터뷰에서 카말 아드완 병원장은 "우리는 기근으로 휘청거리고 있으며, 흰 밀가루 몇 개 외에는 아무것도 남지 않았다"고 밝혔다.
이스라엘은 6월 FRC 보고서의 수정된 내용을 인용하며 IPC의 이전 방법론을 비판했다. 이 보고서는 "예측 기간(2024년 3월~7월)에 대한 가정과 대조적으로, 북부 주에 허용된 식량 및 비식량 상품의 양이 증가했다"; "또한 영양, 식수 위생 및 보건 분야의 대응이 확대되었다. 이러한 맥락에서, 현재 기근이 발생하고 있다는 증거는 없다"고 밝혔다. 컬럼비아 대학교 연구원들의 독립적인 연구도 유사한 결론을 내렸지만, 동료 검토를 거치지는 않았다.
세계 식량 계획(WFP)의 수석 경제학자 아리프 후사인은 가자 지구에 대한 공식적인 기근 지명에 대한 논쟁은 핵심을 놓치고 있다고 밝혔다. 그는 이 지역 230만 명의 사람들에게 상황이 이미 심각하다고 말했다.

### 2024년 7월 – 현재
2024년 7월, 미국 부통령 카멀라 해리스는 인터뷰에서 사람들이 풀을 먹고 있다는 보고와 가자 지구의 깨끗한 물 부족을 인지하고 있다고 밝혔다. 그녀는 "깨끗한 물이 없으면 밀가루로 아무것도 만들 수 없다. 그럼 어떻게 되고 있는가? 나는 '사람들이 지금 실제로 무엇을 먹고 있는가?'와 같은 질문을 던진다"고 말했다.
2024년 8월, 이스라엘 재무장관 베잘렐 스모트리치는 "우리는 선택의 여지가 없기 때문에 지원을 들여온다... 우리는 현재의 세계적 현실에서 전쟁을 관리할 수 없다. 비록 정당하고 도덕적일지라도 2백만 명의 민간인이 굶주려 죽게 하는 것을 아무도 허용하지 않을 것이다"라고 밝혔다. 유럽 연합과 프랑스, 영국 외무부는 스모트리치의 발언을 비난했다. 호주 외교부 장관 페니 웡은 "민간인을 고의적으로 굶겨 죽이는 것은 전쟁범죄이다. 결코 정당화될 수 없다"고 밝혔다. 2024년 10월, 옥스팜은 굶주림의 영향이 여러 세대 동안 지속될 가능성이 있다고 경고했다.
2024년 10월 2일, 2023년 10월 7일 이후 가자 지구에서 봉사한 미국 의료 종사자 99명은 브라운 대학교 왓슨 국제 공공문제 연구소의 보고서에 인용된 서한을 조 바이든 미국 대통령, 카멀라 해리스 미국 부통령 등에게 보냈다. 이 서한에서 그들은 미국이 자금을 지원하는 통합 식량 안보 단계 분류의 굶주림 기준에 따라, 가용한 데이터를 바탕으로 계산할 수 있는 가장 보수적인 추정치에 따르면 가자 지구에서 최소 62,413명이 굶주림으로 사망했을 가능성이 높으며, 대부분이 어린아이들이라고 밝혔다.
2025년 4월, 이스라엘 국방부 장관 이스라엘 카츠는 가자 지구에 대한 인도주의 지원 봉쇄를 지지하며 "이스라엘의 정책은 명확하다. 가자 지구에는 인도주의 지원이 들어가지 않을 것이며, 이 지원을 차단하는 것이 하마스가 이를 주민들에게 무기로 사용하는 것을 막는 주요 압력 수단 중 하나이다"라고 밝혔다.
2025년 5월 16일, 걸프 아랍 국가 방문 마지막 날, 도널드 트럼프 대통령은 아부다비에서 "우리는 가자 지구를 보고 있다. 그리고 우리는 그 문제를 해결할 것이다. 많은 사람들이 굶주리고 있다"고 말했다. 2025년 5월, 영국, 프랑스, 캐나다는 이스라엘의 가자 지구에 대한 인도주의 지원 봉쇄로 인해 이스라엘에 대한 제재를 위협했다.
2025년 7월 25일, 미국 상원의원 버니 샌더스는 성명에서 "이미 20만 명의 팔레스타인인, 대부분 여성과 어린이가 사망하거나 부상을 입었으며, 극단주의 이스라엘 정부는 대량 굶주림을 이용해 가자 지구의 인종 청소를 계획하고 있다"고 말했다. 2025년 7월 26일, 하원 민주당 원내대표 하킴 제프리스는 트럼프 행정부에 이스라엘에 봉쇄를 해제하도록 압력을 가할 것을 촉구하며 "진행 중인 전쟁 지역에서 팔레스타인 어린이와 민간인의 굶주림과 죽음은 용납할 수 없다. 트럼프 행정부는 이 인도주의적 위기를 끝낼 능력이 있다. 지금 당장 행동해야 한다"고 말했다. 2025년 7월, 세계보건기구 사무총장 테워드로스 아드하놈은 "대량 굶주림 외에 무엇이라고 부를지 모르겠다. 그리고 그것은 인위적인 것이다"라고 말했다.
2025년 7월 27일, 이스라엘 총리 네타냐후는 "가자 지구에는 굶주림이 없고, 가자 지구에는 굶주림 정책이 없다"고 주장하며 놀라운 부인을 했다. 네타냐후의 발언은 도널드 트럼프 미국 대통령에 의해 반박되었다. 트럼프는 가자 지구 주민들이 굶주리고 있음을 인정하고, 미국과 동맹국들이 인도주의 지원 전달을 돕기 위해 가자 지구에 장벽 없는 식량 센터를 설립할 것이라고 선언했다.
7월 30일, 샌더스가 제안한 이스라엘에 대한 무기 판매를 막는 결의안은 부결되었지만, 상원 민주당 코커스의 대다수가 지지했다. 이전에는 무기 차단에 반대했던 여러 온건 민주당 의원들도 굶주림 수준 증가로 인해 이 결의안에 찬성표를 던졌다.
2025년 8월, 독일 신문 빌트와 쥐트도이체 차이퉁은 가자 지구에서 찍힌 사진의 진위 여부에 의문을 제기하는 기사를 게재했으며, 빌트는 터키 아나돌루 통신 소속의 사진기자 아나스 자예드 프테이하가 기근 사진을 연출했다고 비난했다. 이 기사들은 이스라엘 외무부에 의해 팰리우드의 증거로 인용되었다. 프테이하는 이 혐의를 부인하고 빌트가 언론 윤리를 반복적으로 위반했다고 비난했다. 그는 "그들이 나를 왜곡하기 위해 게재한 사진은 완전히 실제이다. 가자 지구 기근을 다룬 다큐멘터리 촬영 중 아이들이 음식을 찾아 헤매던 장면을 찍은 것이다. 그 안에 있는 모든 것은 실제였고, 연출되거나 지시된 것이 아니었다"고 밝혔다. 이스라엘의 팩트체크 단체 FakeReporter 또한 빌트 보고서의 여러 주장을 반박했다.
영양실조로 인한 사망자 수 증가와 보도 강화에 대응하여, 이스라엘 방위군(IDF)은 8월 12일 성명을 발표하며 사망 원인을 하마스의 고의적인 휴전 협상 방해 캠페인 탓으로 돌렸다. 그들은 또한 보고서가 기존 질환을 모호하게 만들었다고 주장했다. 8월 13일 하아레츠(Haaretz)와의 인터뷰에서 전문가들은 그러한 질환이 사망 원인이 굶주림이라는 것을 배제하지 않으며, 가자 지구의 기존 조건이 기존 질환을 악화시킬 수 있다고 밝혔다.

## 같이 보기
- 민간인 희생
- 이스라엘에 대한 비판
- 가자 학살
- 가자 인도주의적 위기 (2023년~현재)
- 가자 전쟁 중 인도주의적 지원
- 이스라엘의 인권
- 팔레스타인에 대한 국제 지원
- 이스라엘의 아파르트헤이트
- 이스라엘의 가자 지구 봉쇄 (2023년~현재)
- 국가범죄
- 유엔 팔레스타인 난민 구호 사업 기구
- 월드 센트럴 키친
- 가자 전쟁의 전쟁범죄
- 팔레스타인의 수자원 공급 및 위생
- 2024년~2025년 가자 지구의 겨울

## 내용주
1. ↑  베첼렘에 따르면, 기근 위험은 이스라엘 정책의 직접적인 결과이다: "이러한 현실은 전쟁의 부산물이 아니라 이스라엘이 선언한 정책의 직접적인 결과이다. 주민들은 이제 거의 자체적으로 식량을 생산할 수 없으므로 가자 지구 외부의 식량 공급에 전적으로 의존한다. 대부분의 경작지는 파괴되었으며, 전쟁 중 개방된 지역에 접근하는 것은 어쨌든 위험하다. 제과점, 공장 및 식량 창고는 폭격을 당하거나 기본적인 필수품, 연료 및 전력 부족으로 폐쇄되었다."[4]
2. ↑  이스라엘에서 환적 지점의 통관 절차가 복잡하여 허용되는 식량이 더욱 줄어들었다. 수입하려는 물품은 이스라엘 트럭으로 운송되어야 했고, 물품이 '중립' 트럭으로 옮겨지면 가자 지구 쪽으로 운송이 허용되었다. 일단 가자 지구에 도착하면, 운송품은 중립 트럭에서 내려 가자 트럭에 다시 실어야 했다.[50]
3. ↑  작물 농업, 어업, 축산업 및 가금류 농업을 포함한 농업 부문은 약 1억 7천만 달러의 직접적인 손실을 입었다. 간접적인 손실은 아직 확정적으로 계산되지 않았다. 한 사업 조직은 모든 농경지의 60%가 파괴되었으며, 그 중 40%는 군사 작전 중에 직접적으로 파괴되었다고 추정한다. 또한, 모든 과수원의 17%, 가축의 8.3%, 가금류의 2.6%, 부화장의 18.1%, 벌집의 25.6%, 개방형 들판의 9.2%, 지하수 우물의 13%가 파괴되었다. UNDP-가자가 사용한 NGO 추정치에 따르면, 2차 인티파다 시작 이후 잦은 이스라엘의 침략으로 농업은 이미 생산 능력의 3분의 1을 상실했다. 약 250개의 농업용 우물이 파괴되거나 심하게 손상된 것으로 보고되었다.[50][53]
4. ↑  데버루는 IDF가 월드 센트럴 키친 지원 호송대를 공격한 후 조 바이든 미국 대통령이 네타냐후에게 봉쇄 완화를 압박한 것이 원조 증가로 이어졌다고 제안한다.[150]

### 인용 작품
- Borger, Julian (2024년 3월 8일). “'Who is going to distribute it?': the key flaw in US's plan to build aid port in Gaza”. 《가디언》. 2024년 5월 10일에 원본 문서에서 보존된 문서. 2024년 3월 12일에 확인함.
- Brown, Benjamin (2024년 3월 18일). “'Trucks are stopped, people are dying': Top EU diplomat claims Israel is using starvation as weapon of war”. 《CNN》. 2024년 3월 21일에 원본 문서에서 보존된 문서. 2024년 3월 21일에 확인함.
- Fabian, Emanuel (2023년 10월 9일). “Defense minister announces 'complete siege' of Gaza: No power, food or fuel”. 《www.timesofisrael.com》 (미국 영어). 2023년 10월 9일에 원본 문서에서 보존된 문서. 2023년 10월 18일에 확인함.
- Filiu, Jean-Pierre (Autumn 2014). 《The Twelve Wars on Gaza》 (PDF). 《팔레스타인 연구 저널》 44. 52–60쪽. doi:10.1525/jps.2014.44.1.52. JSTOR 10.1525/jps.2014.44.1.52.
- Howard-Hassmann, Rhoda E. (2016). 《State Food Crimes》. 케임브리지 대학교 출판부. ISBN 978-1-107-13352-5. 2024년 1월 18일에 확인함.
- Jankowicz, Mia (2023년 10월 9일). “Israel announces 'complete siege' of Gaza, cutting its electricity, food, water, and fuel”. 《비즈니스 인사이더》. 2023년 11월 2일에 원본 문서에서 보존된 문서. 2023년 10월 13일에 확인함.
- Larson, Nina (2024년 3월 19일). “Israel May Be Using Starvation As 'Weapon Of War': UN”. 《바론즈》. 프랑스 통신사. 2024년 3월 21일에 원본 문서에서 보존된 문서. 2024년 3월 21일에 확인함.
- Maurice, Guillaume (2023년 12월 12일). “In Gaza, 'an estimated 22% of agricultural land' has been destroyed since the start of the conflict”. 《The Observers》 (프랑스 24). 2024년 1월 17일에 원본 문서에서 보존된 문서. 2024년 1월 17일에 확인함.
- Smith, Ron (Spring 2019). 《Israel's Permanent Siege of Gaza》. 《중동 보고서》. 38–42쪽. JSTOR 45406228.
- Wintour, Patrick (2024년 3월 21일). “David Cameron accuses Israel of blocking key aid crossing in Gaza”. 《가디언》. 2024년 3월 22일에 원본 문서에서 보존된 문서. 2024년 3월 23일에 확인함.